# Bahnhof Wien Mitte (Landstraße)
Der Bahnhof Wien Mitte (Landstraße) ist ein Regionalbahnhof und ehemaliger Fernbahnhof im zentrumsnahen Teil des 3. Wiener Gemeindebezirks, Landstraße. Er liegt an der Wiener S-Bahn-Stammstrecke und bildet gemeinsam mit der benachbarten U-Bahn-Station Landstraße, die von den Linien U3 und U4 bedient wird, deren wichtigsten Umsteigeknoten. Weiters befinden sich hier Haltestellen der Straßenbahnlinie O und der Autobuslinie 74A sowie der Abfahrtsbahnhof des City Airport Trains (CAT) zum Flughafen Wien.
Nach den letzten Frequenzzählungen der ÖBB ist der Bahnhof der meistfrequentierte Österreichs, vermutlich wegen der zwei U-Bahn-Linien, die in die Zählung einbezogen wurden. Der Bahnhof liegt an der Stammstrecke, der einstigen Wiener Verbindungsbahn zwischen Nord- und Südbahn.
Mit der Einführung der WESTblue-Linie der WESTbahn im Dezember 2017 wurde der Bahnhof erstmals seit Einstellung des Vindobona (auf dieser Strecke) von Fernzügen angefahren. Diese Verbindung wurde mit Fahrplanwechsel im Dezember 2019 wieder eingestellt.

## Anlage
Der Bahnhof verfügt über 5 Bahngleise, wobei die Bahnsteig 1 bis 3 jeweils 210 Meter, der Bahnsteig 4 175 m und der dem CAT dienende Bahnsteig 5 150 Meter lang sind.
Auf gleicher Ebene und parallel zu den Bahngleisen liegt der Mittelbahnsteig der Linie U4. Tief darunter und im rechten Winkel dazu liegt seit 1991 der Mittelbahnsteig der Linie U3, die den Wienfluss unterquert. Mit dieser U-Bahn-Anbindung wurde der Bahnhof zum meistfrequentierten Verkehrsbauwerk von Österreich. Beim Bau der U3 wurde ein unterirdisches Verteilgeschoß errichtet. Dort befindet sich eine nach 2000 eröffnete Bäckereifiliale. Teile der Wandverkleidungen wurden von Oswald Oberhuber künstlerisch gestaltet. Von diesem Verteilgeschoß führen Rolltreppen, feste Stiegen und Aufzüge zum ein Stockwerk tiefer gelegenen Bahnsteig der U3, ein Stockwerk höher zum U4-Bahnsteig und zu den Bahnsteigen der ÖBB. Von den ÖBB-Anlagen führen Ausgänge direkt in das darüber liegende Einkaufszentrum W3 sowie auf die Große Ungarbrücke. Der U4-Bahnsteig besitzt zwei in die Bahnhofsüberbauung integrierte Ausgänge zur Landstraßer Hauptstraße und zur Gigergasse, der U3-Bahnsteig besitzt einen weiteren Ausgang in der Landstraßer Hauptstraße östlich der Invalidenstraße.

## Bedienung
| Linie              | Verlauf |
| ------------------ | --- |
| R REX              | Regional- und Regionalexpress-Züge nach Payerbach-Reichenau, Břeclav (Lundenburg), Znojmo (Znaim), Wiener Neustadt Hbf |
| City Airport Train | Wien Mitte – Flughafen Wien (VIE) |
| S1                 | Wien Meidling – Wien Matzleinsdorfer Platz – Wien Hauptbahnhof 1-2 – Wien Quartier Belvedere – Wien Rennweg – Wien Mitte – Wien Praterstern – Wien Traisengasse – Wien Handelskai – Wien Floridsdorf – Gänserndorf – Marchegg |
| S2                 | Mödling – Wien Meidling – Wien Matzleinsdorfer Platz – Wien Hauptbahnhof 1-2 – Wien Quartier Belvedere – Wien Rennweg – Wien Mitte – Wien Praterstern – Wien Traisengasse – Wien Handelskai – Wien Floridsdorf – Wolkersdorf – Mistelbach (– Laa an der Thaya) |
| S3                 | Wiener Neustadt Hbf – Baden – Wien Meidling – Wien Matzleinsdorfer Platz – Wien Hauptbahnhof 1-2 – Wien Quartier Belvedere – Wien Rennweg – Wien Mitte – Wien Praterstern – Wien Traisengasse – Wien Handelskai – Wien Floridsdorf – Stockerau – Hollabrunn |
| S4                 | Wiener Neustadt Hbf – Baden – Wien Meidling – Wien Matzleinsdorfer Platz – Wien Hauptbahnhof 1-2 – Wien Quartier Belvedere – Wien Rennweg – Wien Mitte – Wien Praterstern – Wien Traisengasse – Wien Handelskai – Wien Floridsdorf – Stockerau – Absdorf-Hippersdorf (– Tulln Stadt – Tullnerfeld) |
| S7                 | (Laa an der Thaya –) Mistelbach – Wolkersdorf – Wien Floridsdorf – Wien Handelskai – Wien Traisengasse – Wien Praterstern – Wien Mitte – Wien Rennweg – Wien St. Marx – Wien Geiselbergstraße – Wien Zentralfriedhof – Wien Kaiserebersdorf – Schwechat – Mannswörth – Flughafen Wien – Fischamend – Maria Ellend a.d. Donau – Haslau – Regelsbrunn – Wildungsmauer – Petronell-Carnuntum – Bad Deutsch-Altenburg – Hainburg a.d. Donau Kulturfabrik – Hainburg a.d. Donau Personenbahnhof – Hainburg a.d. Donau Ungartor – Wolfsthal |
| U3                 | Ottakring – Kendlerstraße – Hütteldorfer Straße – Johnstraße – Schweglerstraße – Westbahnhof – Zieglergasse – Neubaugasse – Volkstheater – Herrengasse – Stephansplatz – Stubentor – Landstraße – Rochusgasse – Kardinal-Nagl-Platz – Schlachthausgasse – Erdberg – Gasometer – Zippererstraße – Enkplatz – Simmering |
| U4                 | Hütteldorf – Ober St. Veit – Unter St. Veit – Braunschweiggasse – Hietzing – Schönbrunn – Meidling Hauptstraße – Längenfeldgasse – Margaretengürtel – Pilgramgasse – Kettenbrückengasse – Karlsplatz – Stadtpark – Landstraße – Schwedenplatz – Schottenring – Roßauer Lände – Friedensbrücke – Spittelau – Heiligenstadt |
| O                  | Raxstraße/Rudolfshügelgasse – Hauptbahnhof – Quartier Belvedere – Rennweg – Landstraße Wien Mitte – Praterstern – Bruno-Marek-Allee |
| 74A                | Stubentor – Landstraße Wien Mitte – Rochusgasse – Sankt Marx – Leberstraße/Sankt Marx |
| N75                | Gasometer – Erdberg – Kardinal-Nagl-Platz – Rochusgasse – Landstraße Wien Mitte – Stubentor – Kärntner Ring, Oper |

## Geschichte

### Kanalhafen und Umbau als Bahn zum Hauptzollamt

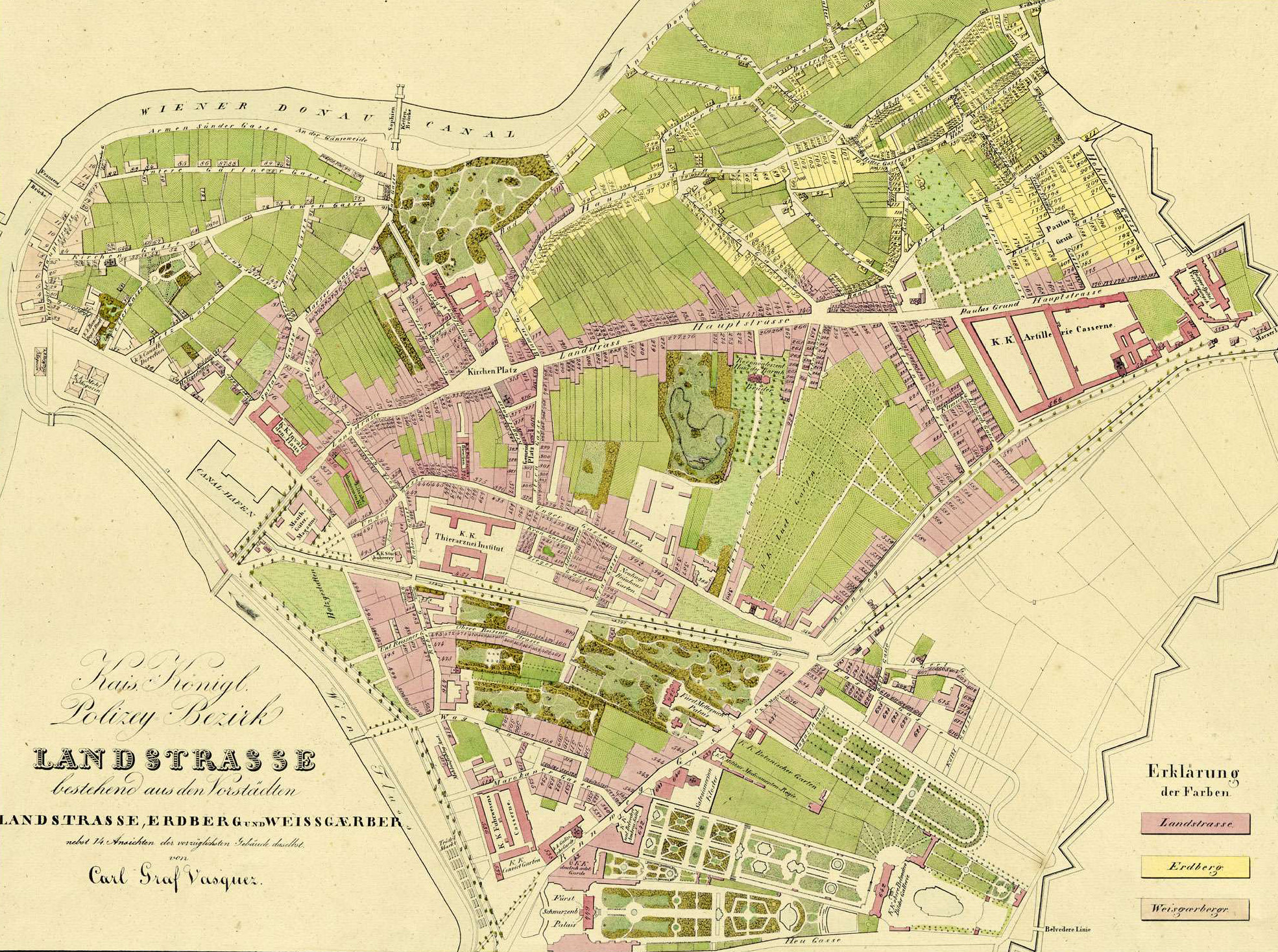
Verlauf des Wiener Neustädter Kanal 1830 vom Wiener Hafen (heute Wien Mitte) bis zu den Aspanggründen, bzw. dem Wiener Hafen ab 1849 (rechter Kartenrand, südlich an den Kanal angrenzend)

Auf dem heutigen Bahnhofsgelände, nördlich ab der Landstraße Hauptstraße, bestand seit 1803 der Wiener Hafen des Wiener Neustädter Kanals.
Die Absicht privater Bahnkonzessionäre Ende der 1830er Jahre, den Gloggnitzer Bahnhof, den 1. Südbahnhof Wiens, etwa dort zu errichten, wo sich heute der Bahnhof Wien Mitte befindet, wurde vom Staat abgelehnt.
Der Hafen und der anschließende Kanalabschnitt wurden schlussendlich 1849 zugeschüttet und ein zum Teil auf der ehemaligen Kanaltrasse gebautes Gleis vom 1841 eröffneten Gloggnitzer Bahnhof zum Hauptzollamt (heutiges Bundesrechenzentrum) nördlich des heutigen Bahnhofs Wien Mitte geführt, wodurch der heutige Bahnhof Wien Mitte als bis 1961 Hauptzollamt genannte Haltestelle entstand. Kanal aufwärts auf dem Areal des späteren Aspangbahnhofes wurde stattdessen ein neues Hafenbecken 1847–1849 errichtet.

### Eröffnung in Hochlage als Durchgangsbahnhof (1859)
Nach Schleifung der Stadtmauer ab 1858 wurde ein Kopfbahnhof nahe der Innenstadt geplant, stattdessen wurde die Station Hauptzollamt jedoch zum 1. Juli 1859 ein Durchgangsbahnhof in Hochlage an der neuen Verbindungsbahn vom Nordbahnhof zum Südbahnhof.

### Tieferlegung für die Wiener Stadtbahn (1899)

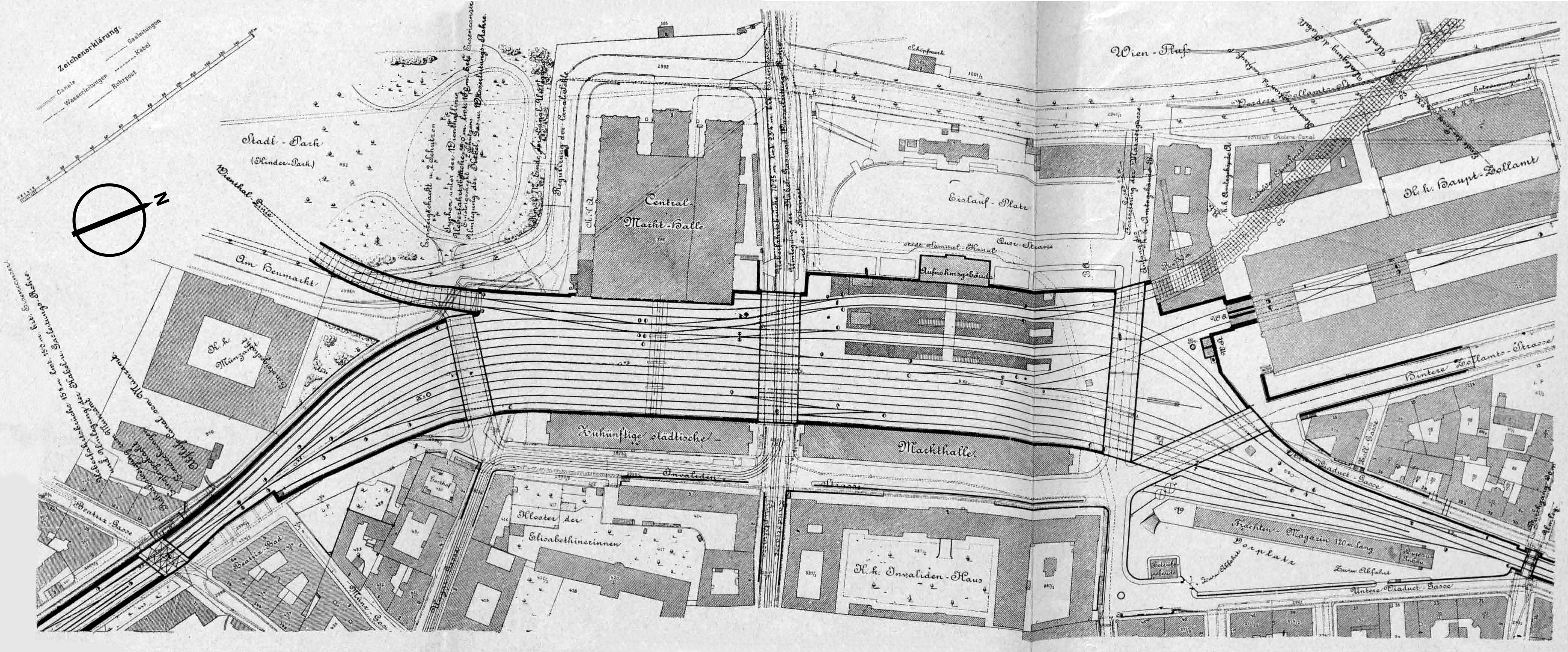
Lageplan des ab 1. April 1899 im Durchgangsverkehr genutzten Bahnhofs

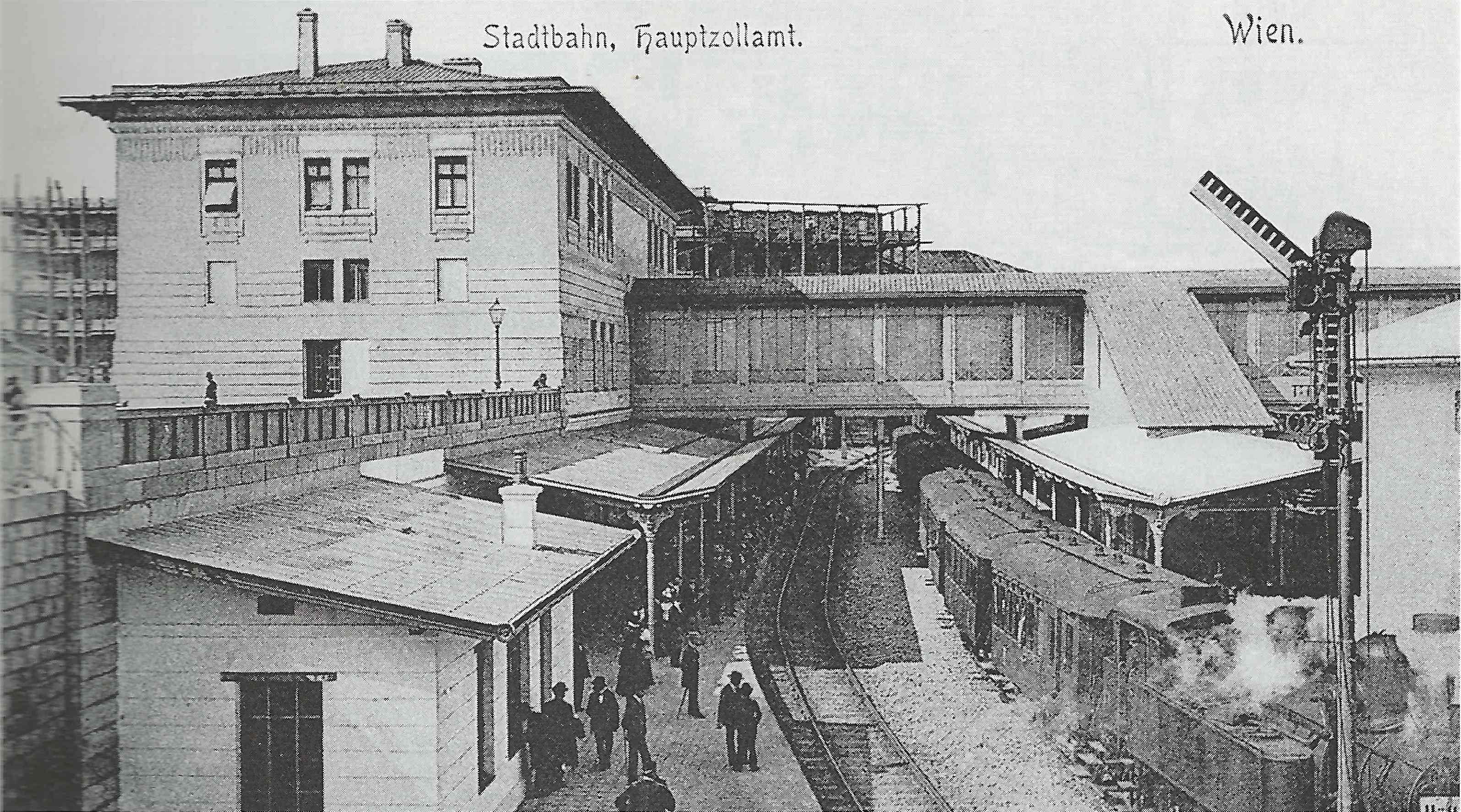
Stadtbahnstation Hauptzollamt mit Dampfbetrieb, im Bereich der heutigen U4-Station

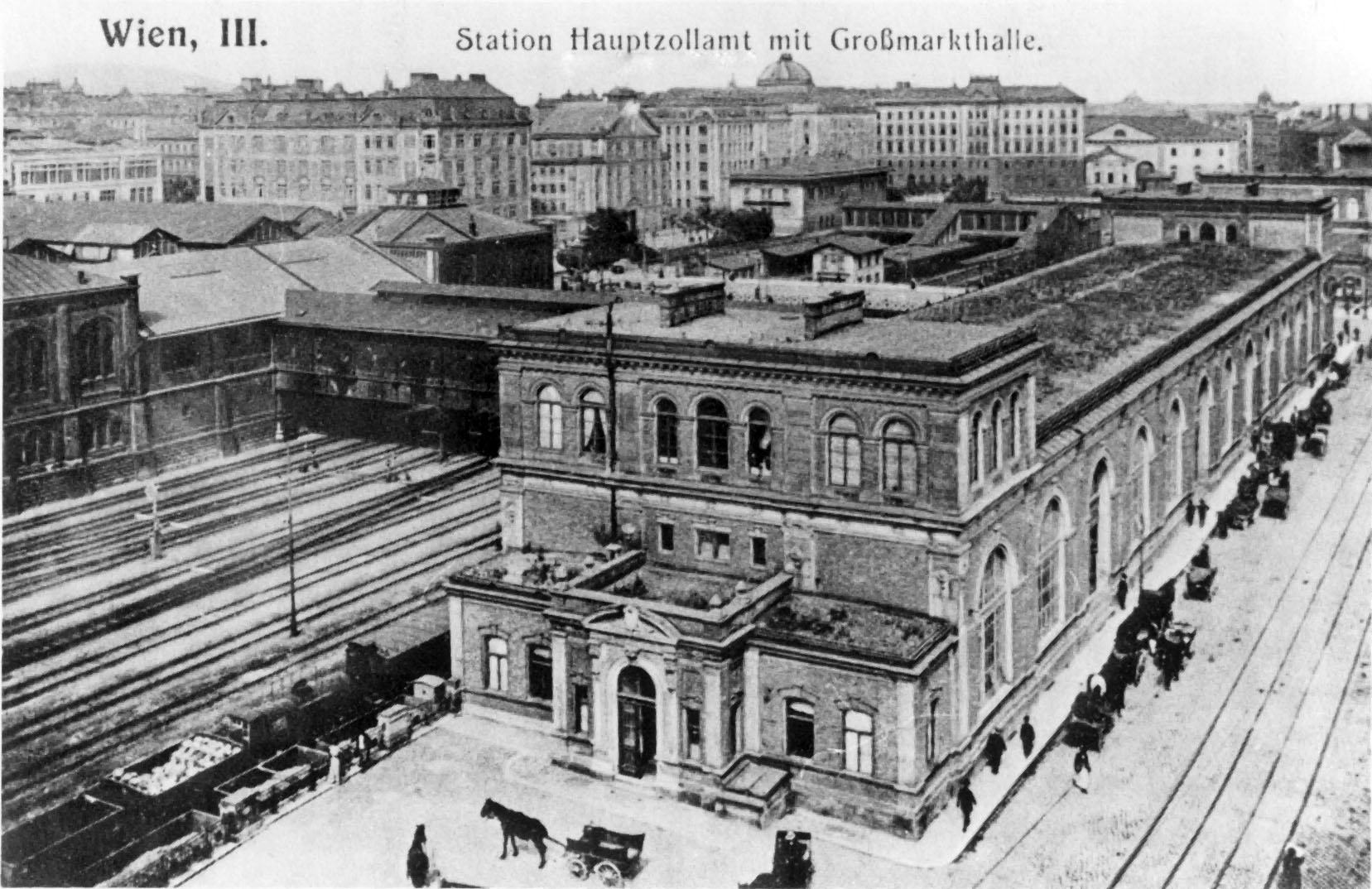
Blick auf die Ungarbrücke und Großmarkthalle Zentralmarkthalle, die Station Hauptzollamt ist im Hintergrund erkennbar (um 1905)

Ungarbrücke und tief gelegte Gleise zur Einfahrt zur Station Hauptzollamt mit der Zentralmarkthalle oberhalb der Gleise

Detailansicht des Wagner’schen Aufnahmsgebäudes, der für die Stadtbahnbauten unübliche Zusatz „STATION“ verhindert Verwechslungen mit der namensgebenden Behörde

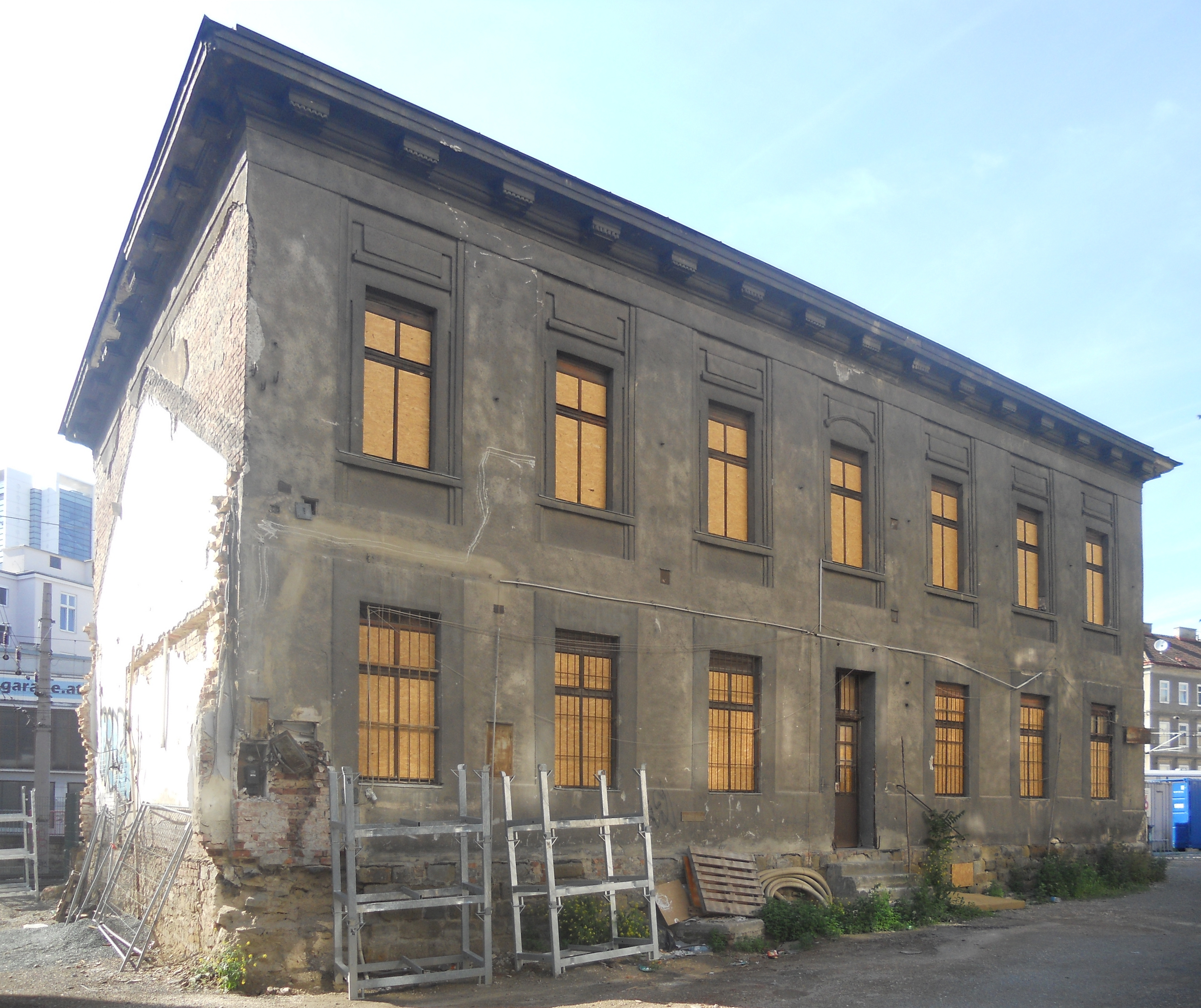
Ehemaliges Verwaltungsgebäude des Bahnhofs Hauptzollamt in der Unteren Viaduktgasse 4a (denkmalgeschützt)

Um die Verknüpfung der Verbindungsbahn mit der, hier in Tieflage errichteten, Wiener Dampfstadtbahn der Commission für Verkehrsanlagen in Wien zu ermöglichen, wurde nach langen Diskussionen beschlossen, den neuen Eisenbahnknoten Hauptzollamt im Zuge des Stadtbahnbaus und der Wienflussregulierung gleichfalls in Tieflage zu bauen. Infolgedessen entstand zunächst ein auf 3000 Piloten gestütztes hölzernes Bahnhof-Provisorium, das nach drei Monaten Bauzeit am 30. Juni 1896 eröffnet werden konnte.
Erst anschließend konnte die Demolierung des alten Bahnhofs beginnen, die wiederum mit einer Bewegung von 380.000 Kubikmetern Erd- und Steinmaterial verbunden war, das per Bahn nach Floridsdorf gebracht wurde, und der Neubau der endgültigen Station erfolgen. Der aufwändige Umbau, der über acht Millionen Österreichische Kronen kostete, bereitete jedoch große Schwierigkeiten. Die Arbeiten erfolgten bei weitgehender Aufrechterhaltung des Bahnverkehrs zum Hauptzollamt sowie zur Großmarkthalle und waren mit zeitraubenden Provisorien verbunden. Die Station musste für die Stadtbahn um 6,82 Meter tiefer gelegt werden, weil beide angrenzenden Neubaustrecken Tiefbahnen waren. Zusätzlich erschwert wurde dieses Vorhaben durch die bestehende Verbindung zum Nordbahnhof, die wiederum eine Hochbahn blieb.
Die Absenkung des Bahnhofs erfolgte bei gleichzeitiger Anhebung von vier verkehrsreichen Straßen mit zusammen circa 20.000 täglichen Fuhrwerken, namentlich die Ungargasse, die Landstraßer Hauptstraße, die Marxergasse und die Hintere Zollamtsstraße. Sie unterquerten die Verbindungsbahn zuvor mittels langer, schlauchartiger Unterführungen mit nur sehr geringen Durchfahrtshöhen von 3,6, 4,0 und 4,45 Metern. Die Überführung der vier oben genannten Straßenzüge erforderte den Bau eiserner Brücken in der Weite von 54,8, 70,2, 92,6 und 63,6 Metern, außerdem mussten bestehende Wasserleitungs- und Gasrohre mit einer Gesamtlänge von 2520 Metern, diverse Kabel mit einer Gesamtlänge von 3520 Metern, 260 Meter Rohrpostleitungen und der dortige Hauptabwasserkanal verlegt werden. Der Abfluss des Wiener Neustädter Kanals wurde durch die Anlage eines Siphons bewerkstelligt. Für die Brücken waren ursprünglich Halbparabelträger vorgesehen, um mehr Platz für die Bahnanlagen zu gewinnen, doch mussten dann aus Rücksicht auf das Stadtbild Kastenträger verwendet werden.
Weil das Hauptzollamt seinen Gleisanschluss nicht verlieren sollte, musste dort außerdem ein elektrisch betriebenes Hebewerk für Güterwagen mit einem Gewicht von bis zu 30 Tonnen konstruiert werden, seine Hubhöhe betrug sechs Meter. Die Großmarkthalle wiederum erhielt zwar ein neues Anschlussgleis in Tieflage, um dieses nutzen zu können, mussten jedoch im Gebäude elektrische Aufzüge eingebaut werden.
Während das neue Aufnahmsgebäude bereits im August 1896 baulich fertiggestellt werden konnte, verzögerte das Hochwasser im Juli 1897 die weiteren Baumaßnahmen beträchtlich. Die für 1897 festgelegten Bauvollendungstermine wurden daher vom k.k. Eisenbahnministerium mit Kundmachung vom 9. Jänner 1898 korrigiert. Die eigentlichen Bauarbeiten für die Tieferlegung begannen somit erst am 4. August 1897, wobei der Personen- und Güterverkehr nur 30 Tage lang unterbrochen war. Vom 1. April 1898 war der neue Bahnhof dann Gleis- wie signaltechnisch fertiggestellt, so dass der gesamte Durchgangsverkehr auf der Verbindungsbahn durch den Tiefbahnhof rollen konnte. Ab Juni 1899 bedienten dabei vier provisorische Stellwerke zehn Weichenantriebe, zwölf Signalantriebe und zwölf Fahrstraßen.
Die neue Station verfügte im Endausbau über fünf Bahnsteiggleise, sie verteilten sich auf einen Hausbahnsteig und zwei Mittelbahnsteige und waren über eine Fußgängerbrücke miteinander sowie mit dem Hauptgebäude verbunden.
Seinen Betrieb als neuer Gemeinschaftsbahnhof der k.k. Staatsbahnen und der Commission für Verkehrsanlagen in Wien nahm der Bahnhof dann am 30. Juni 1899 auf, als die Unteren Wientallinie der Stadtbahn eröffnet wurde.
Der dritte und letzte Abschnitt der Stadtbahn, die Donaukanallinie vom Hauptzollamt bis Heiligenstadt, wurde dann am 6. August 1901 ohne besondere Feierlichkeit seiner Bestimmung übergeben. Die drei endgültigen Stellwerke des Bahnhofs Hauptzollamt bedienten hierfür, schon ab Juni 1901, 14 Weichen, zwei Signale und 14 Fahrstraßen.
Zusätzliche Bedeutung gewann der Bahnhof Hauptzollamt ab 1914 durch die Eröffnung der Pressburger Bahn. Sie hatte zwar ihren eigenen Bahnhof Wien Großmarkthalle auf dem Bahnhofsvorplatz, dennoch wurde die Station dadurch zur wichtigen Umsteigestelle zwischen Stadtbahn und Pressburger Bahn.

### Abtrennung der elektrischen Stadtbahn (1925)

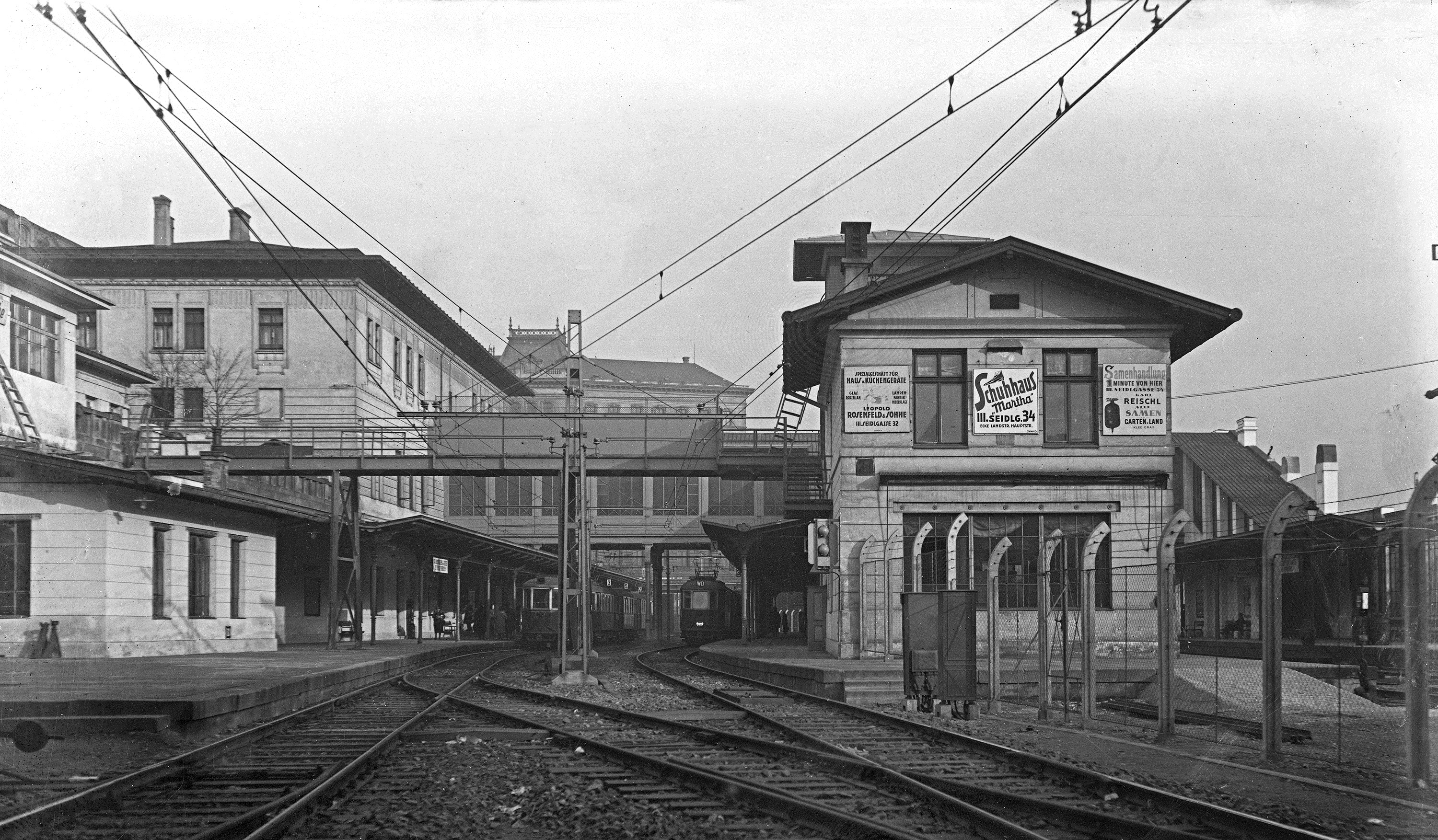
Der Zaun am rechten Bildrand trennte ab 1925 die beiden Bahnhofsteile

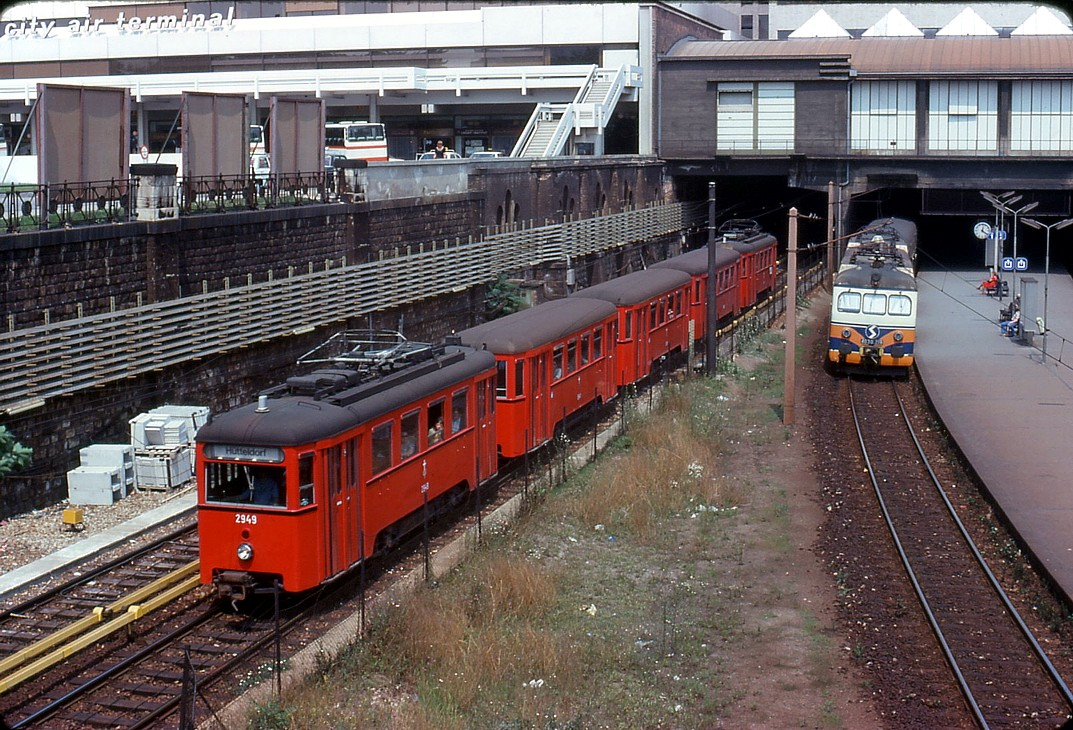
Ein N_{1}/n_{2}-Zug der elektrischen Stadtbahn neben einer S-Bahn im Süden des Bahnhofs, 1978

1923 pachtete die Gemeinde Wien die, seit 1918 weitgehend brachliegende, Wiener Stadtbahn mit Ausnahme der Vorortelinie und eröffnete sie als Wiener Elektrische Stadtbahn (W.E.St.) wieder, die ab dem 7. September 1925 auch den Bahnhof Hauptzollamt bediente. Zunächst endeten die Züge aus Richtung Meidling-Hauptstraße kommend am Hauptzollamt, ab der Vollinbetriebnahme am 20. Oktober 1925 fuhren sie dann weiter bis Heiligenstadt. Am gleichen Tag trat außerdem ein Gemeinschaftstarif mit der ebenfalls städtisch betriebenen Straßenbahn in Kraft. Dadurch stieg die Fahrgastfrequenz beträchtlich und die Station Hauptzollamt wurde auch zur wichtigen Umsteigestelle zwischen der Stadtbahn und den Straßenbahnlinien E2, G2, H2 und O (alle vier in der Invalidenstraße) sowie J und T (in der Landstraßer Hauptstraße).
Im Vorfeld der Elektrifizierung wurde der Stadtbahnbetrieb im Bahnhof Hauptzollamt vollständig vom Vollbahnbetrieb auf der Verbindungsbahn getrennt, das heißt, es entstand ein Berührungsbahnhof ohne jede Gleisverbindung zwischen den beiden Bahnhofsteilen, die zudem durch einen Maschendrahtzaun voneinander abgetrennt wurden. Die Station Hauptzollamt W.E.St. der elektrischen Stadtbahn behielt dabei 1925 das betriebliche Kürzel HZ aus Dampfstadtbahnzeiten, während der Bahnhofsteil der Österreichischen Bundesbahnen das neue Kürzel HA zugeteilt bekam. Der Stadtbahn verblieben dabei nur noch der stadtseitig gelegene Bahnsteig I ganz sowie der Bahnsteig II in seiner halben Breite, der Verbindungsbahn hingegen alle übrigen.
In der nordöstlichen Ecke der Vorhalle des Aufnahmsgebäudes wurde 1925 eine eigene Sperre für den Stadtbahnverkehr eingebaut. Zur Verbindung des Stadtbahn-Bahnsteiges II mit der Vorhalle wurde, neben dem bestehenden Personensteg, ein eigener Personensteg von drei Metern Breite errichtet. Der nördliche Stiegenarm der am Bahnsteig II vorhandenen Stiegenanlage wurde mit dem neuen Steg verbunden und diente fortan ausschließlich dem Stadtbahnverkehr, während der südliche Stiegenarm dem Verkehr der Bundesbahnen erhalten blieb. Am Bahnsteig II waren gleichfalls Sperren und Kassen vorhanden, so dass für gewisse Fahrten der Übergang direkt am Bahnsteig II erfolgen konnte. Die Gepäckabfertigung der Bundesbahnen wurde damals in das Aufnahmsgebäude der Pressburger Bahn verlegt und ein eigener, zwei Meter breiter, eiserner Gepäckssteg erbaut. Er vermied das, zuvor bei der Beförderung der Gepäckstücke übliche, niveaugleiche Queren der Stadtbahngleise.
Außerdem entstand 1925 zur Zollamtsbrücke hin eine zweite Verbindungsweiche zwischen den beiden Richtungsgleisen, so dass der elektrischen Stadtbahn an beiden Bahnhofsköpfen je eine Überleitmöglichkeit zur Verfügung stand. Ein eigenes Stellwerk benötigte die Stadtbahnstation nicht, weil die Weichenverbindungen mit Weichenschlössern gesichert waren und die begrenzenden Blocksignale in die Haltstellung gelangten, sobald die Weichen umgestellt wurden. So konnten im Bahnhof Hauptzollamt weiterhin Stadtbahnzüge wenden, wovon jedoch – abgesehen von wenigen Wochen im September und Oktober 1925 sowie im letzten Kriegsjahr 1945 – regulär kein Gebrauch gemacht wurde.
Darüber hinaus verlor die Großmarkthalle schon 1924 ihren Gleisanschluss. Ihr Gleisstutzen wurde aber ebenfalls mit einer Oberleitung überspannt und diente fortan bei Bedarf als Abstellmöglichkeit für einen der beiden Umformerwagen, hierzu wurde ein Starkstromanschluss gelegt.

### Weitere Entwicklung nach dem Zweiten Weltkrieg

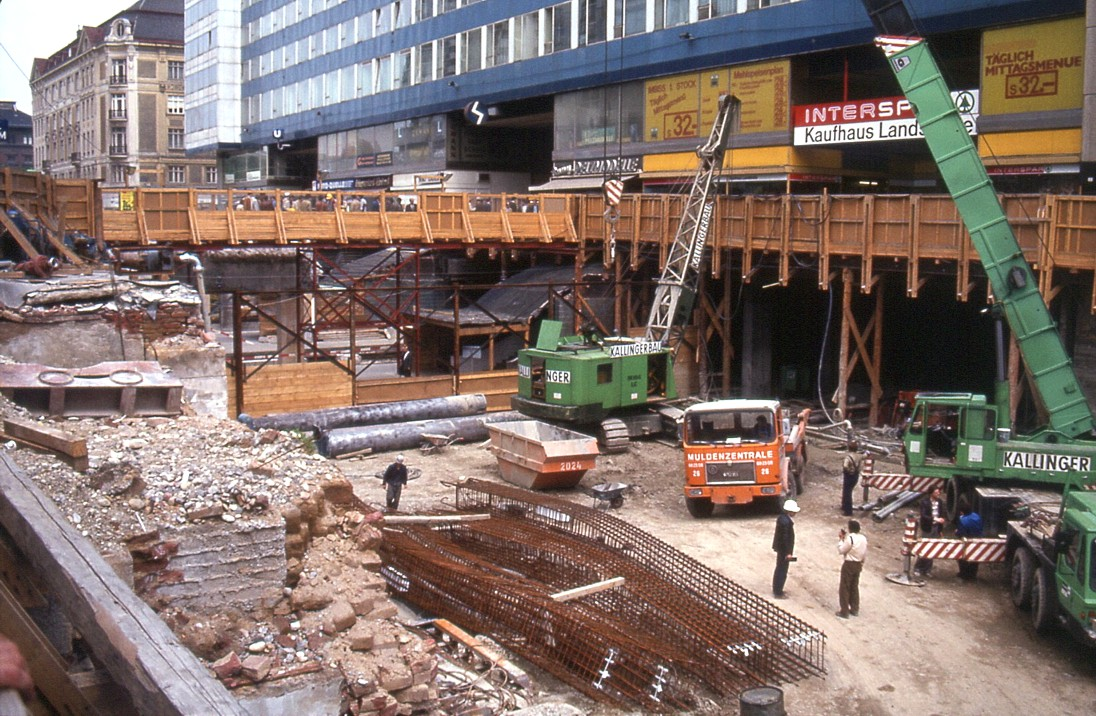
Bauarbeiten an der U3, 1984

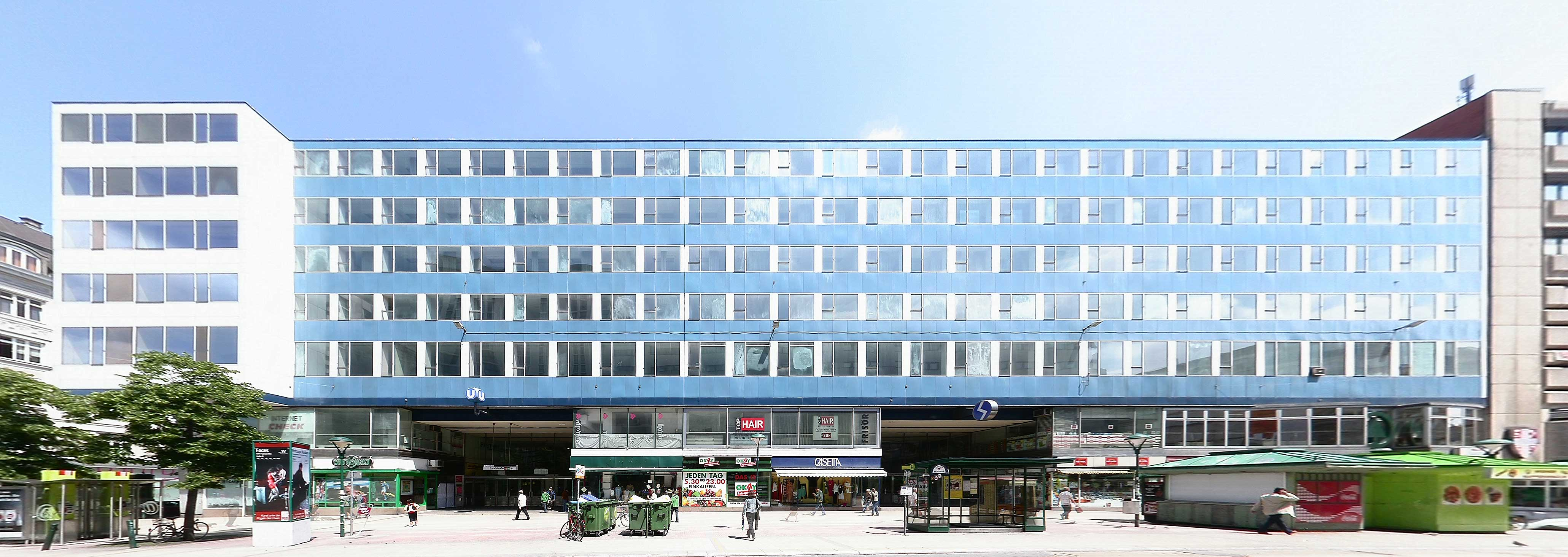
Der Bahnhof Wien-Mitte von 1962 bis 2006

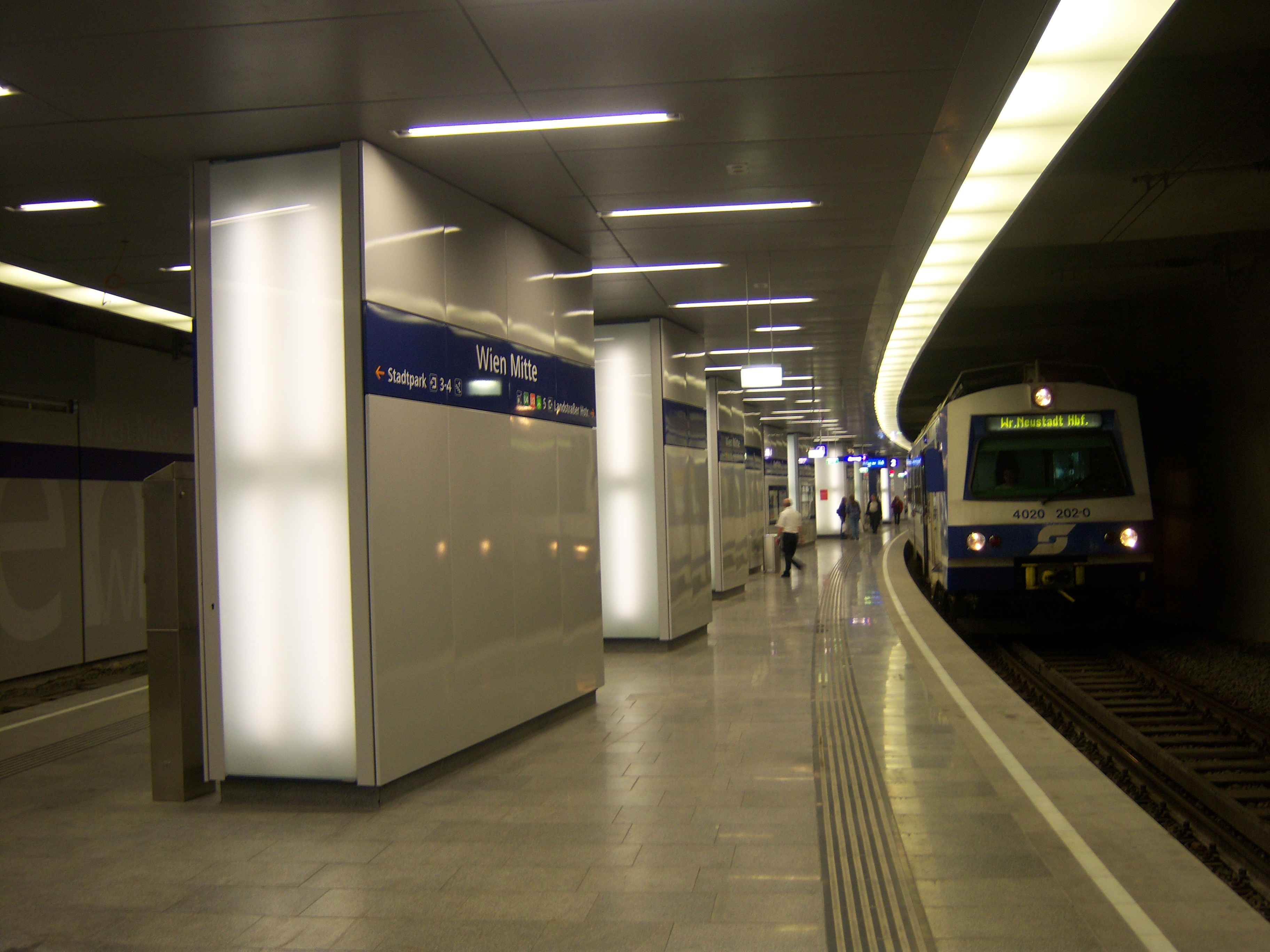
Bahnsteig 2

Ab März 1959 erhielt der Bahnhof Hauptzollamt eine Überdeckung, auf der eines der ersten Einkaufszentren Wiens, das heute nicht mehr bestehende AEZ, entstand. An seiner Stelle befindet sich heute das Gebäude der Village Cinemas. Gleichzeitig wurden Rolltreppen eingebaut, womit Hauptzollamt von 1961 an lange Zeit die modernste Stadtbahnstation war.
Schon ab dem 1. Juni 1959 wurde der Bahnhof Hauptzollamt von der an jenem Tag neu eingerichteten Wiener Schnellbahn bedient, die anfangs noch mit Dampflokomotiven betrieben wurde. Im Zuge ihrer Elektrifizierung musste der ÖBB-Teil des Bahnhofs erst um 40 Zentimeter abgesenkt werden, um die Oberleitung installieren zu können. Die elektrische Schnellbahn nahm schließlich am 17. Jänner 1962 ihren Betrieb auf, in diesem Zusammenhang wurde der Bahnhof zum 18. Jänner 1962 in Landstraße umbenannt. Die betrieblichen Kürzel lauteten fortan LA für die Stadtbahn und SLA für die Schnellbahn. Über dem Bahngelände befand sich ein Busbahnhof für Regionalbusse, der um 2000 aufgelassen wurde.
Wegen des Neubaus des Franz-Josefs-Bahnhofs war der Bahnhof ab 1975 auch Station für internationale Züge wie beispielsweise den Expresszug Vindobona. Dies war der Anlass für die erneute Umbenennung am 1. September in Wien Mitte, zusammen mit dem Bahnhof Wien Nord, „um die beiden Bahnhöfe besonders im Ausland als Ausgangs- beziehungsweise Endpunkte internationaler Zug- und Kurswagenverbindungen aussagekräftiger als Wiener Bahnhöfe zu bezeichnen.“ Die daneben gelegene Stadtbahnstation, seit 15. August 1978 U-Bahn-Station, behielt dagegen bis heute den Namen Landstraße.
Seit den 1990er Jahren bestanden Pläne für eine neue, dichtere Überbauung des Bahnhofsareals, verbunden mit einem Bahnhofsneubau; der bisherige Baubestand aus dem Jahr 1961 war seit langem vernachlässigt worden und galt als „Schandfleck“. Die unmittelbare Nachbarschaft bezeugte jedoch die Tendenzen der Wiener Stadtplanung zur Bebauungsverdichtung in diesem Bereich (Büro- und Kinogebäude W3, Justizzentrum Wien-Mitte).
1999 wurde ein völliger Neubau des Bahnhofes geplant, wobei das Ortnersche Hochhausprojekt Wien Mitte bis zu 97 m hohe Bürotürme vorsah. Nicht nur gegen diese Türme, sondern vor allem gegen die unverhältnismäßige Verdichtung und die damit verbundenen Verkehrs- und Strukturprobleme wandte sich eine große Bürgerinitiative. Auch stellte die UNESCO in Frage, ob dieses Projekt mit dem Weltkulturerbe-Status der unmittelbar benachbarten Wiener Altstadt verträglich sei. 2003 wurde das Projekt fallengelassen.

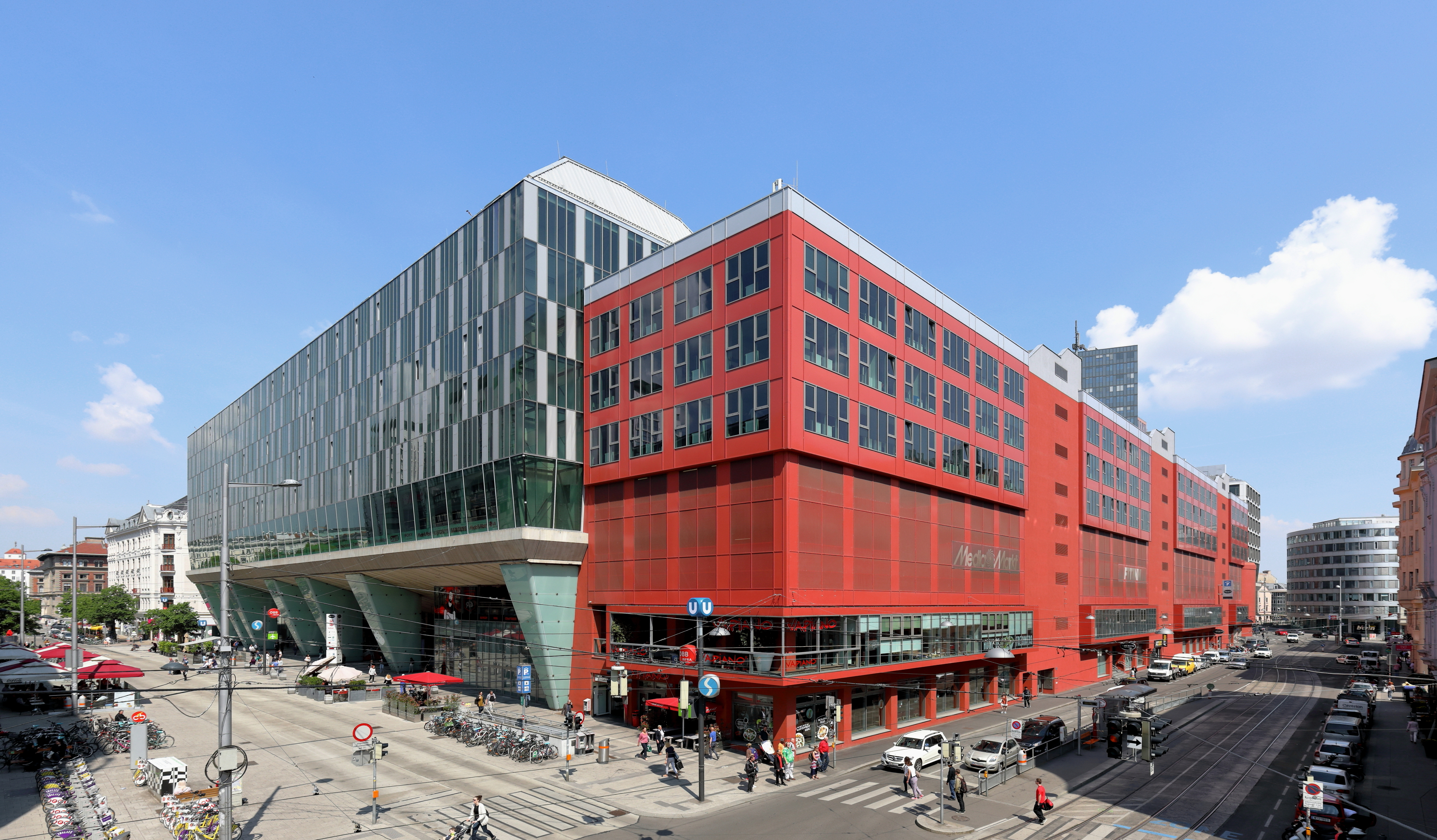
Überbauung Bahnhof Wien Mitte (2007–2013)

Das später realisierte Projekt wurde im Gesamtausmaß entscheidend reduziert. Es besitzt eine Bruttogeschoßfläche von 150.000 m² und eine Maximalhöhe von rund 70 m. Ein Einkaufszentrum mit ca. 30.000 m² und Büroflächen von ca. 62.000 m² sind nun Teil des Komplexes. Der Baubeginn für das Gebäude, welches die Form eines zur Marxergasse hin offenen U besitzt, war am 11. Oktober 2007. Die Fertigstellung war ursprünglich für Ende 2011 geplant, die ersten Geschäfte eröffneten jedoch erst am 8. November 2012. Die Vollinbetriebnahme des Einkaufszentrums erfolgte im April 2013. Mit 50 Geschäften ist es Wiens größtes innerstädtisches Shoppingcenter und wird unter dem Namen The Mall vermarktet. Ebenfalls im Gebäude untergebracht ist das neue Finanzzentrum Wien-Mitte, welches sieben bestehende Wiener Finanzämter an diesem Standort konzentriert.
Auf dem Dach des Gebäudes entstand ein Solarkraftwerk mit 1.424 Paneelen und ca. 3.100 Quadratmeter Kollektorfläche. Es hat eine Leistung von 356 Kilowatt Peak und liefert circa 324 Megawattstunden pro Jahr. Es ist das fünfte und bislang größte Bürger-Solarkraftwerk in Wien und wurde am 2. Dezember 2013 in Betrieb genommen. Der Gebäudekomplex mit dem Einkaufszentrum wurde im Jahr 2015 von der Bank Austria an ein Konsortium unter Führung von Morgan Stanley Real Estate Investing (MSREI) verkauft. Laut Aussage der BA handelt es sich dabei um den größten Immobilienverkauf Wiens.
2016 wurde der Bahnhof zum drittschönsten Bahnhof Österreichs gewählt.

## Galerie

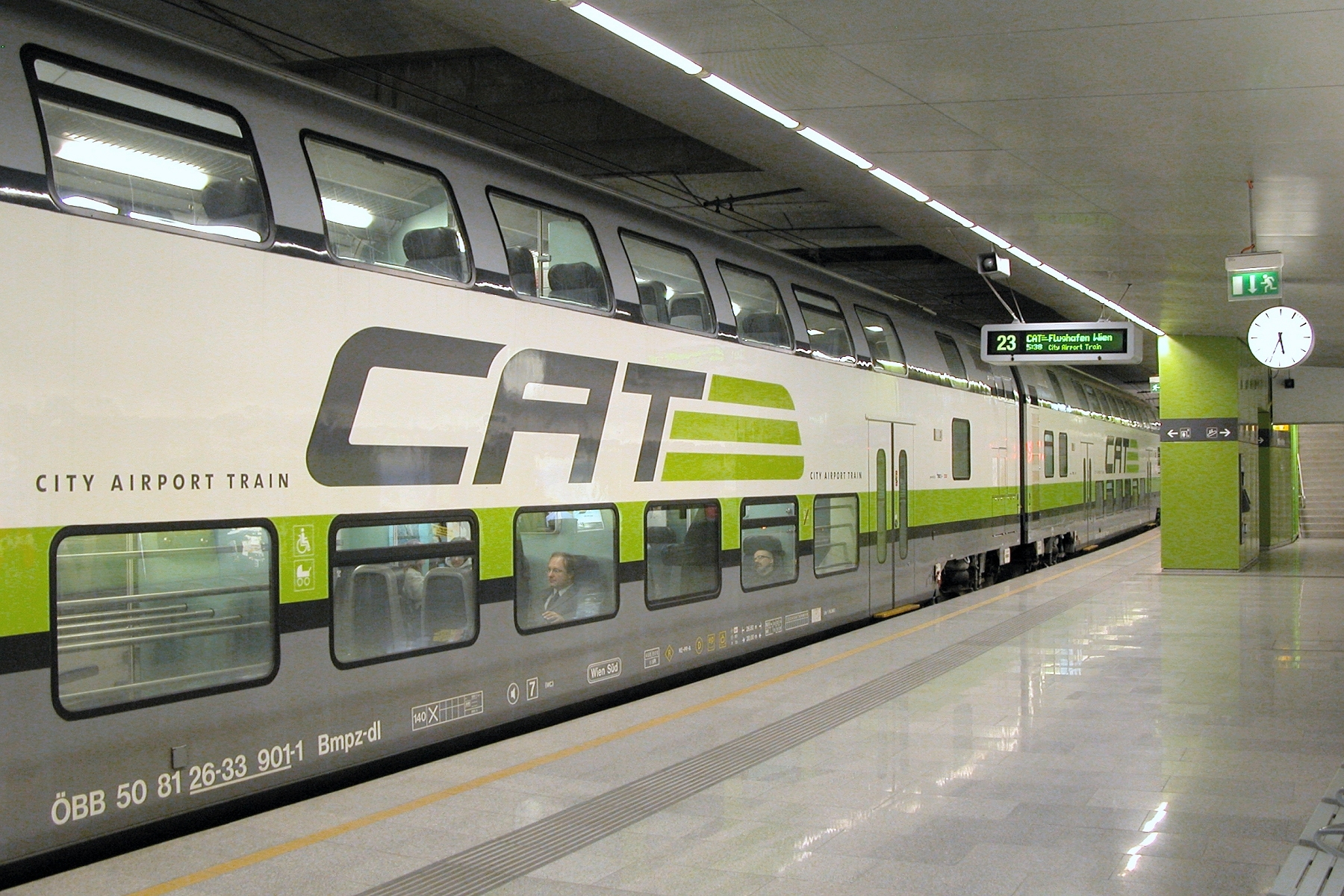
Bahnsteig des City Airport Train
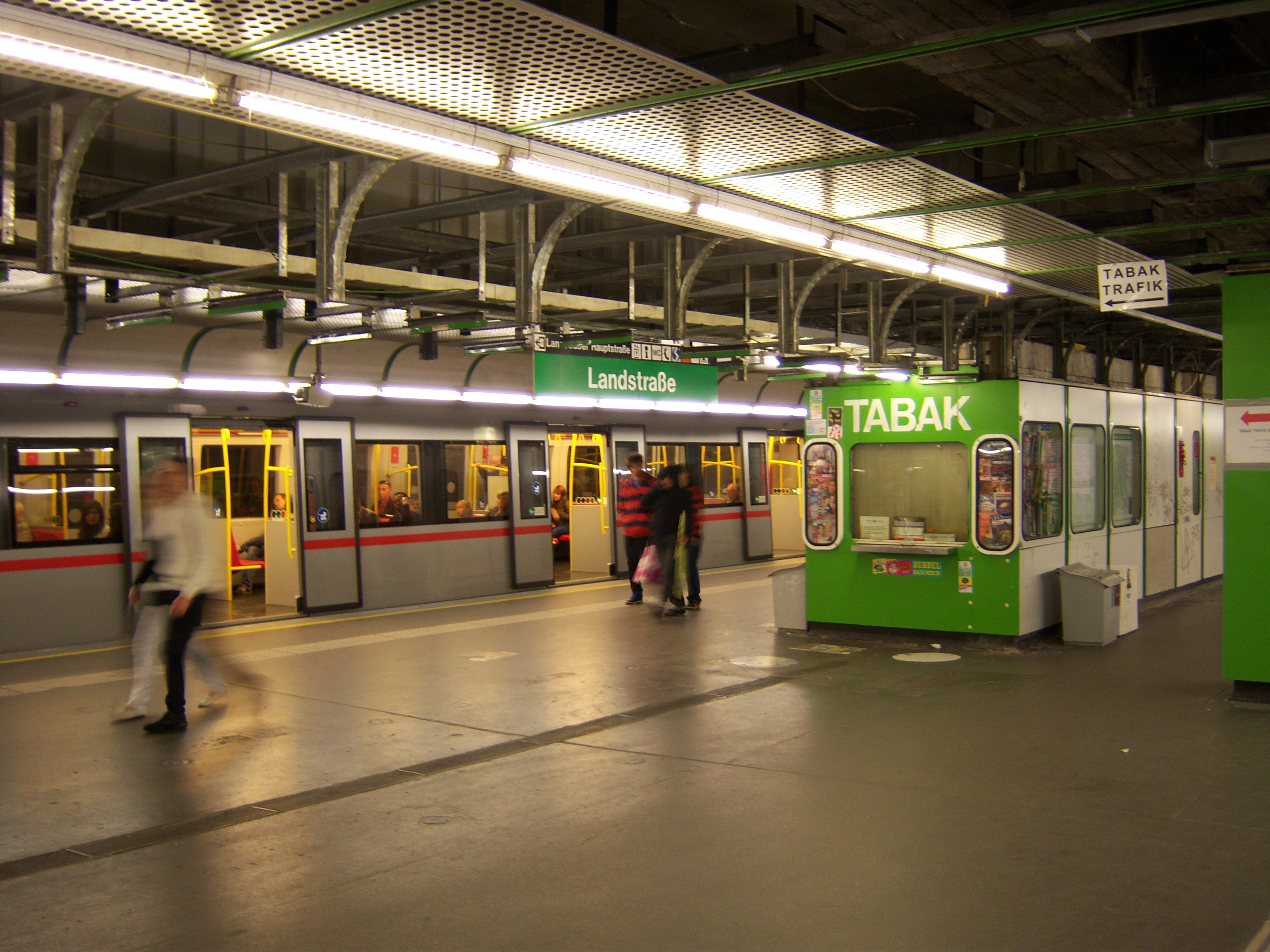
Bahnsteig der U4
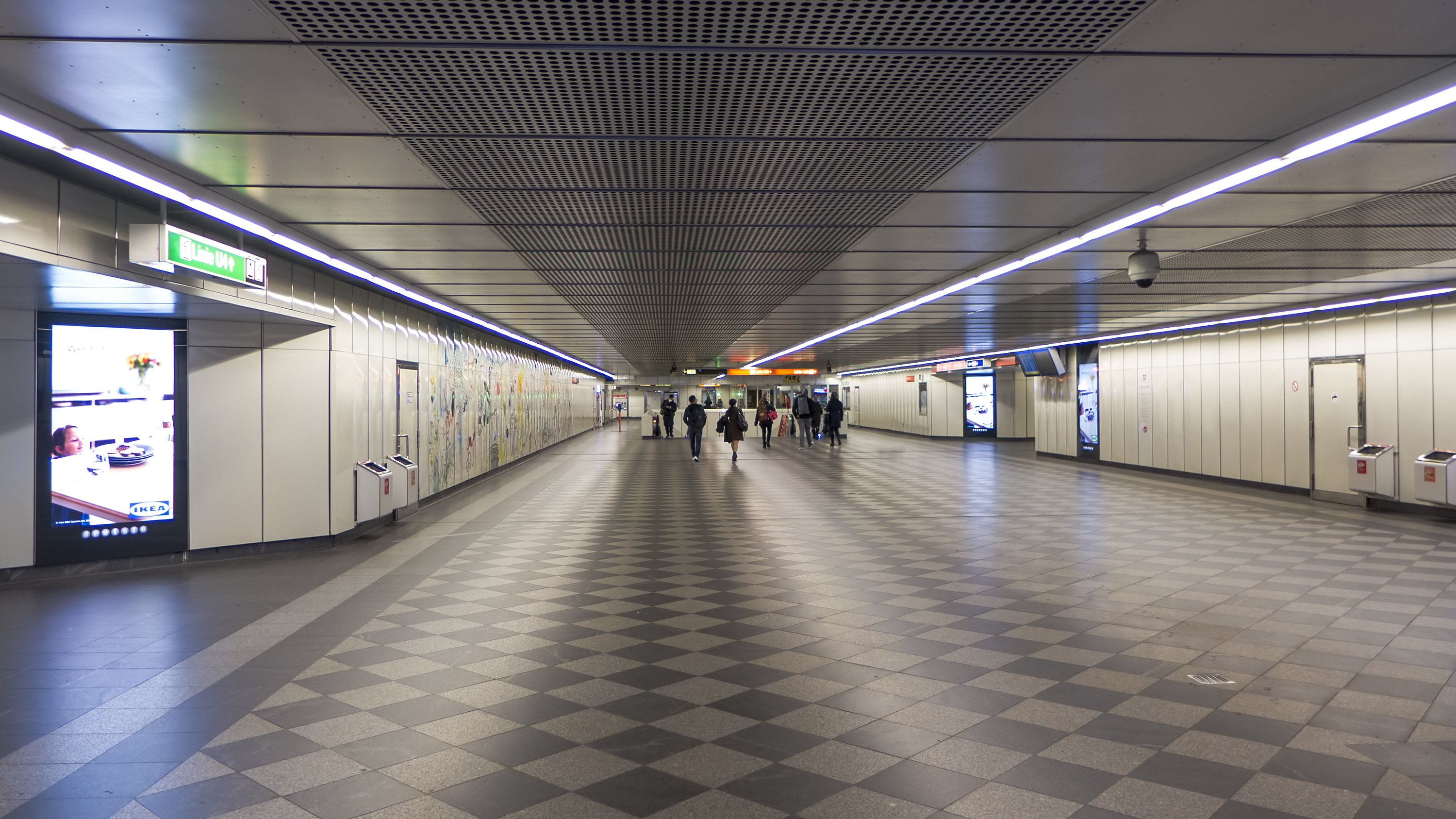
Verteilergeschoß
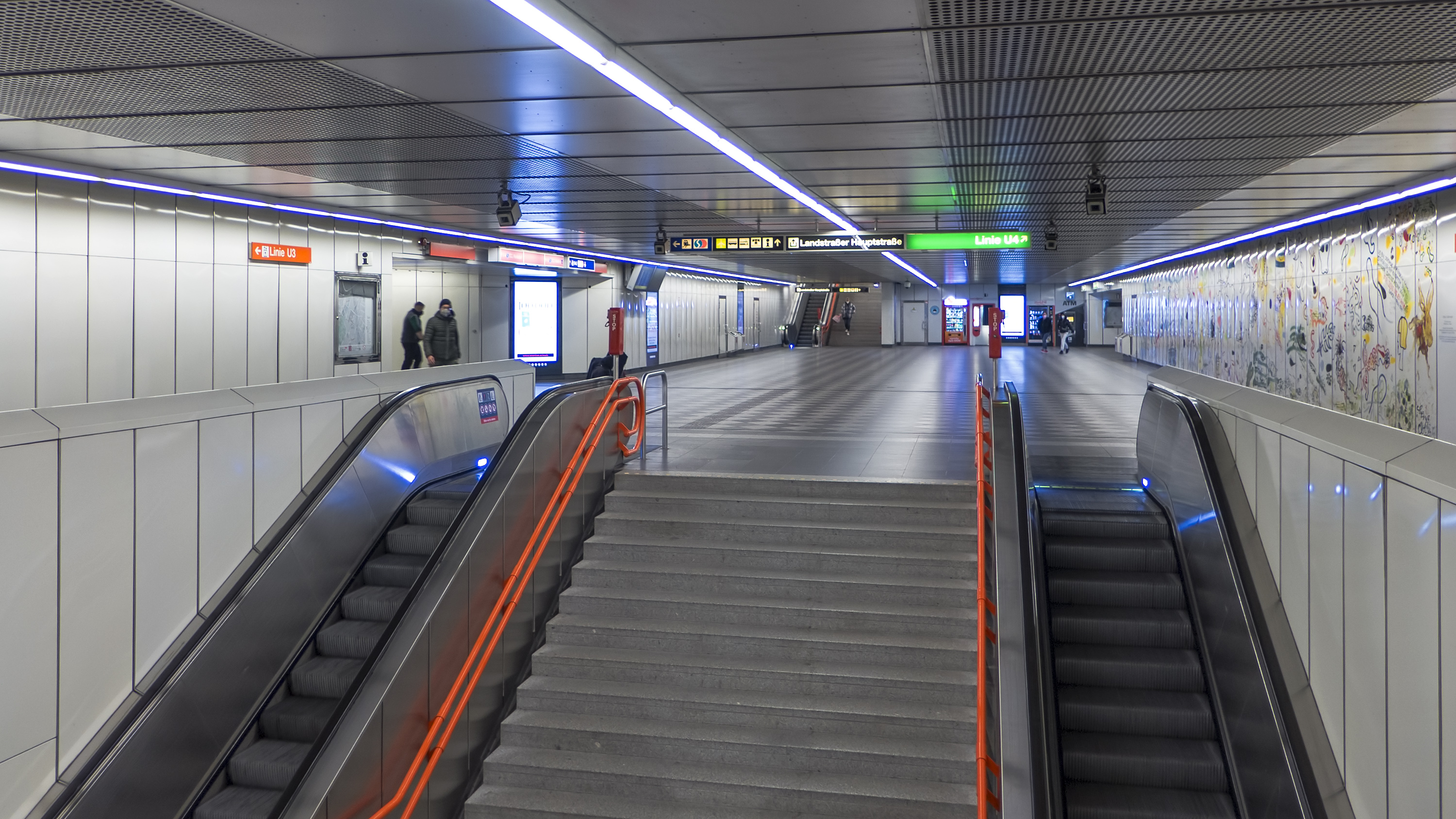
Abgang zur U3
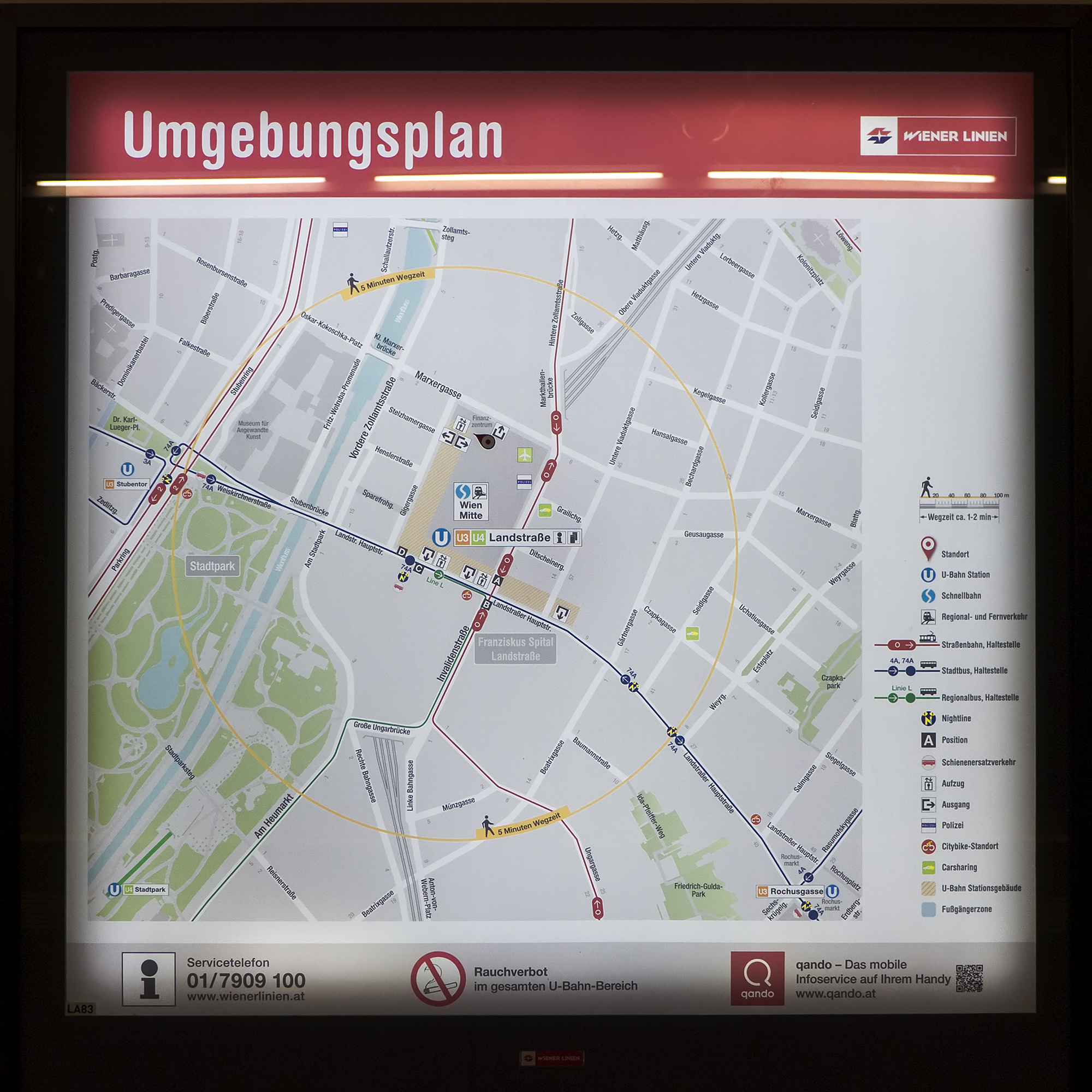
Umgebungsplan
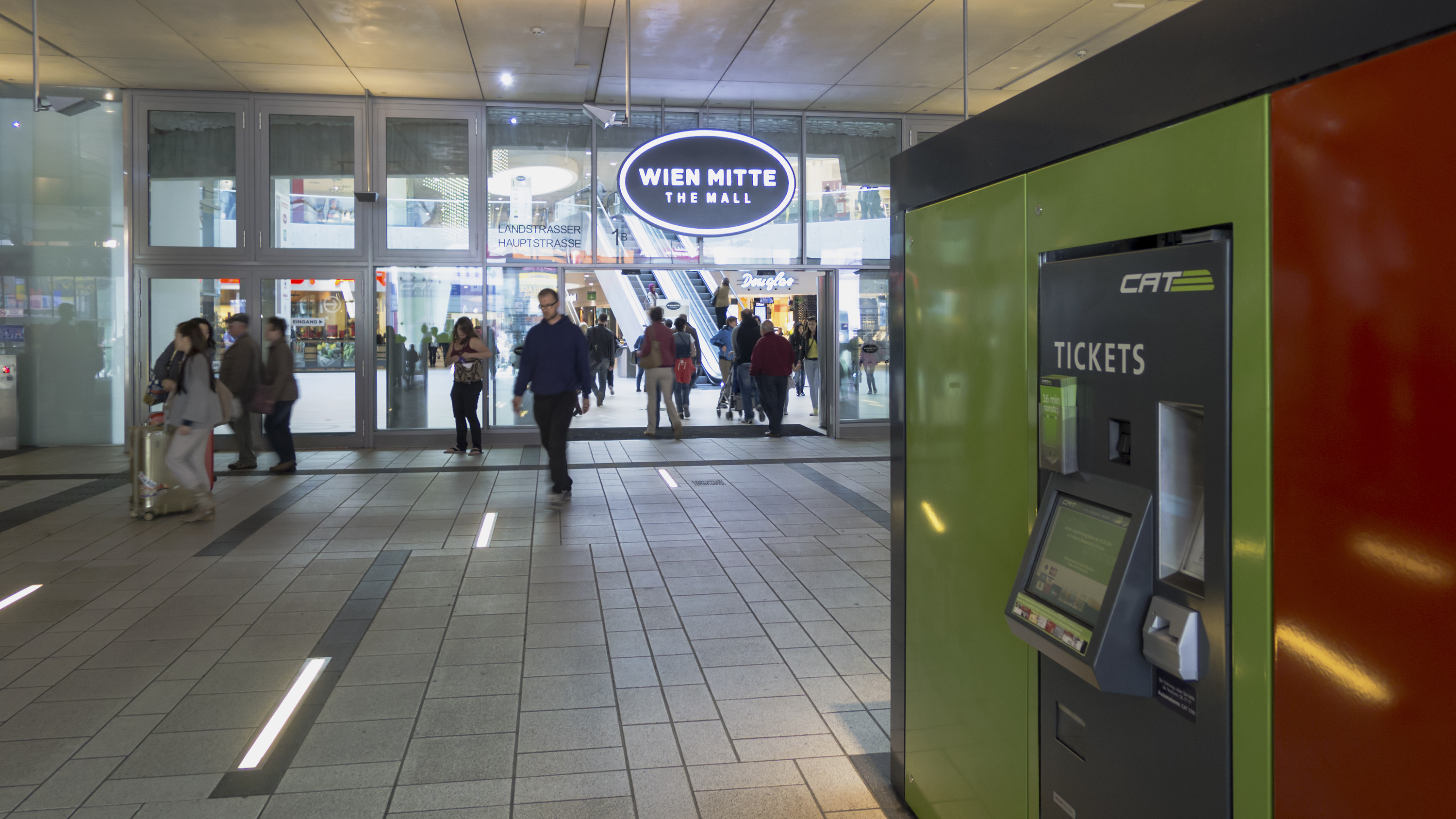
Eingangsbereich an der Landstraßer Hauptstraße
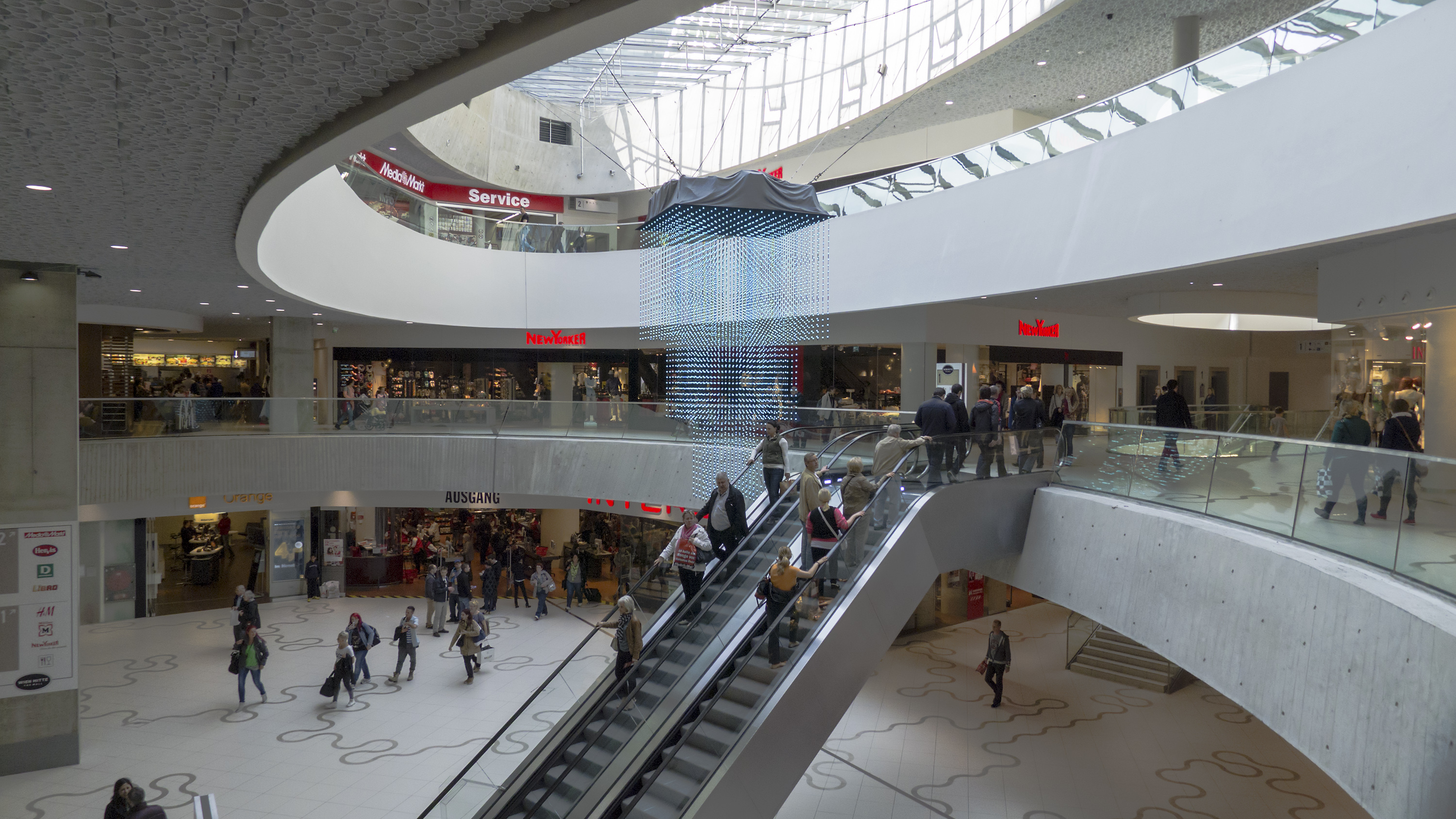
Einkaufszentrum Richtung Westen
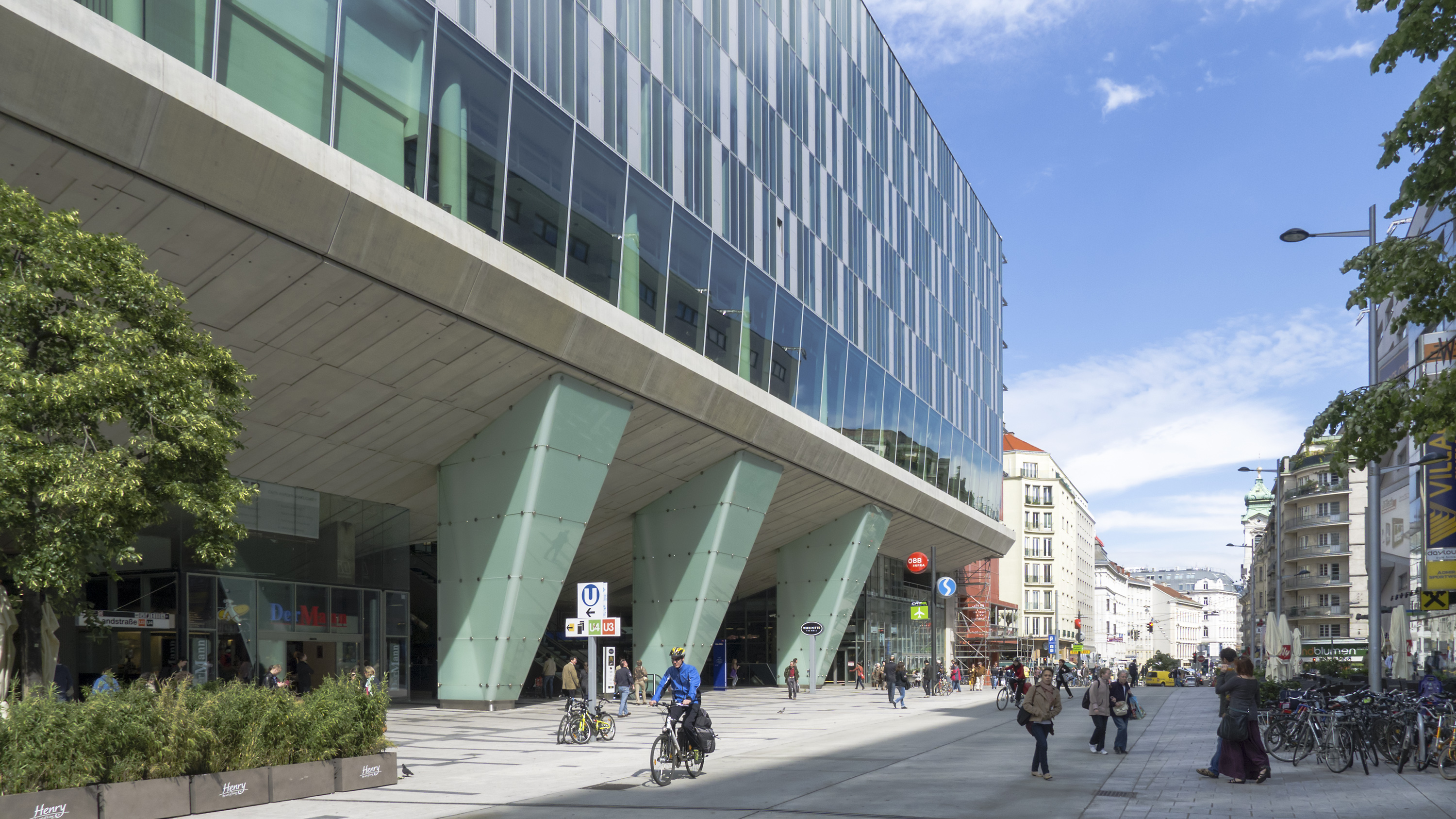
Der autofreie Vorplatz des Bahnhofs

## Ausgestaltung
Im Verteilgeschoß zwischen den Stationen der U3 und der U4 befindet sich das Email-Wandbild Permanent-Graffiti von Oswald Oberhuber. Die Installation wurde 1991 als zweites Werk der Wiener U-Bahn-Kunst errichtet. Das Bild stammt aus Oberhubers Phase der „wilden Malereien“; es zeigt im Stil eines Graffitos merkwürdige Tiere wie amöbenförmige Elefanten, elefantenförmige Amöben, verschlungene Schlangenvögel, ein unschuldig blickendes Pudelschafkamel usw. Oberhuber erläutert seine Arbeit als „Erzählen ohne zu erzählen“ bzw. als „Fabuliergeschichten, die nichts bedeuten“.
An zwei Stellen des U4-Bahnsteigs wurden 1993 die Video-Installationen Planet der Pendler mit den 3 Zeitmonden von Hofstetter Kurt aufgestellt. Am Kopf einer stilisierten Pendeluhr befindet sich ein Röhrenmonitor, der in Fischaugen-Perspektive live den Boden eines Verbindungsganges in der Passage zeigt, verbunden mit den ebenfalls live eingespielten Umgebungsgeräuschen. Das kreisrunde Bild wird von drei „Monden“ umrundet, die als Stunden-, Minuten- und Sekundenzeiger die Uhrzeit anzeigen. Die Installation wurde von den Wiener Linien und den ÖBB gemeinsam realisiert; zwei identische Installationen befinden sich auf den Bahnsteigen 1 und 4 der S-Bahn.

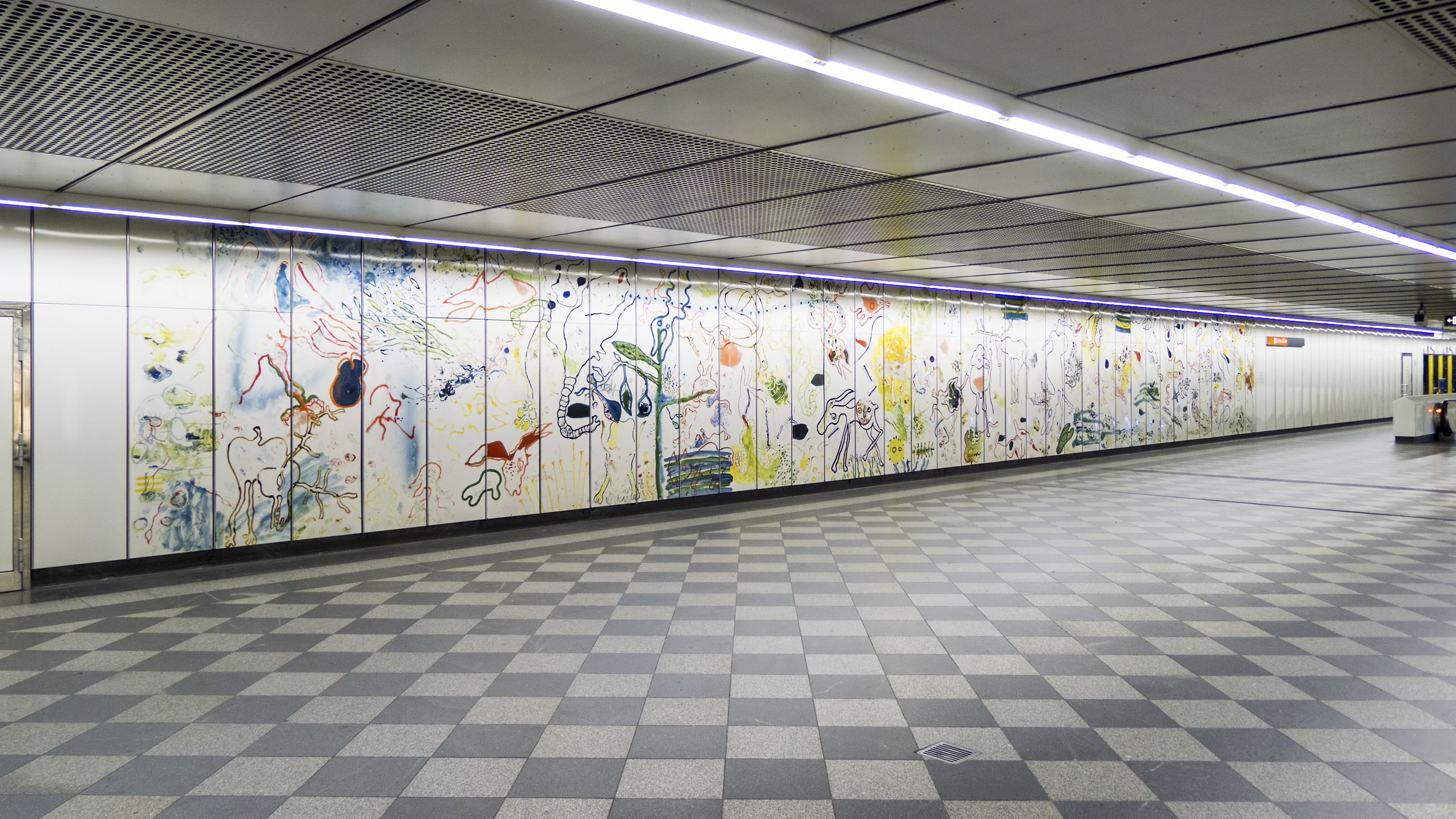
Wandbild Permanent-Graffiti
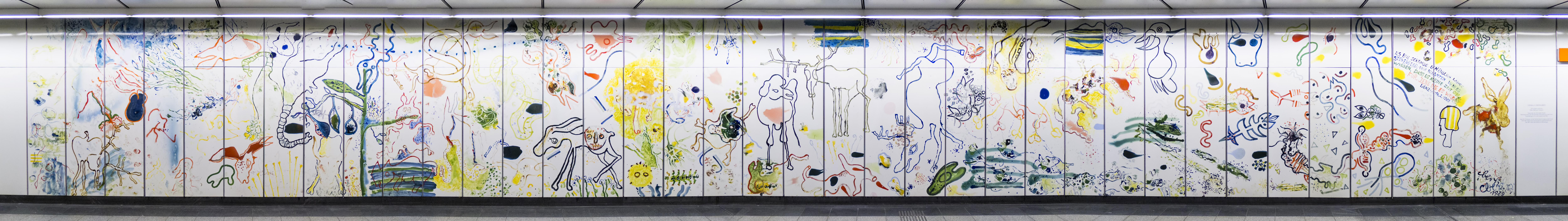
Gesamtansicht (Panorama)
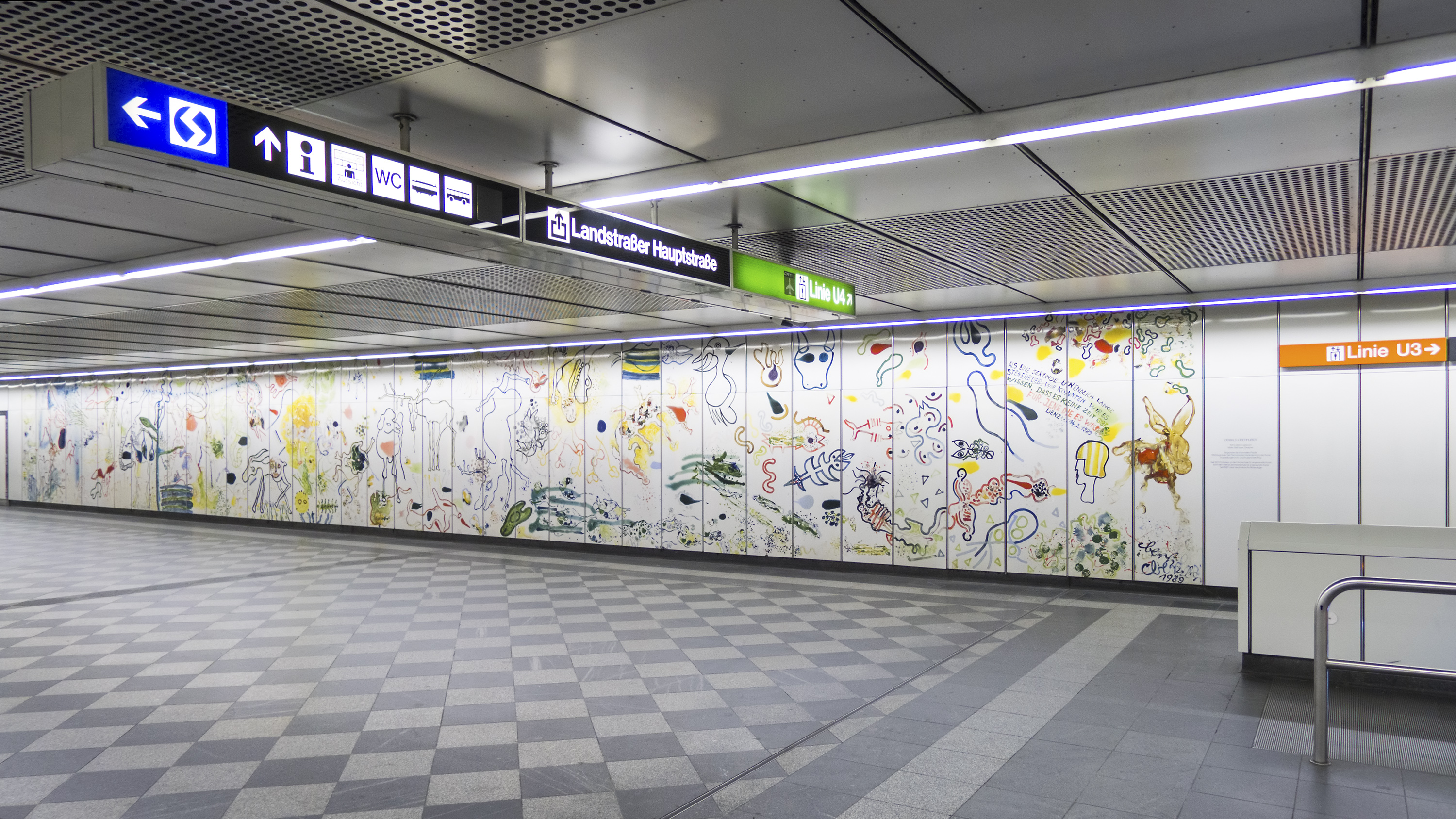
Ansicht von rechts
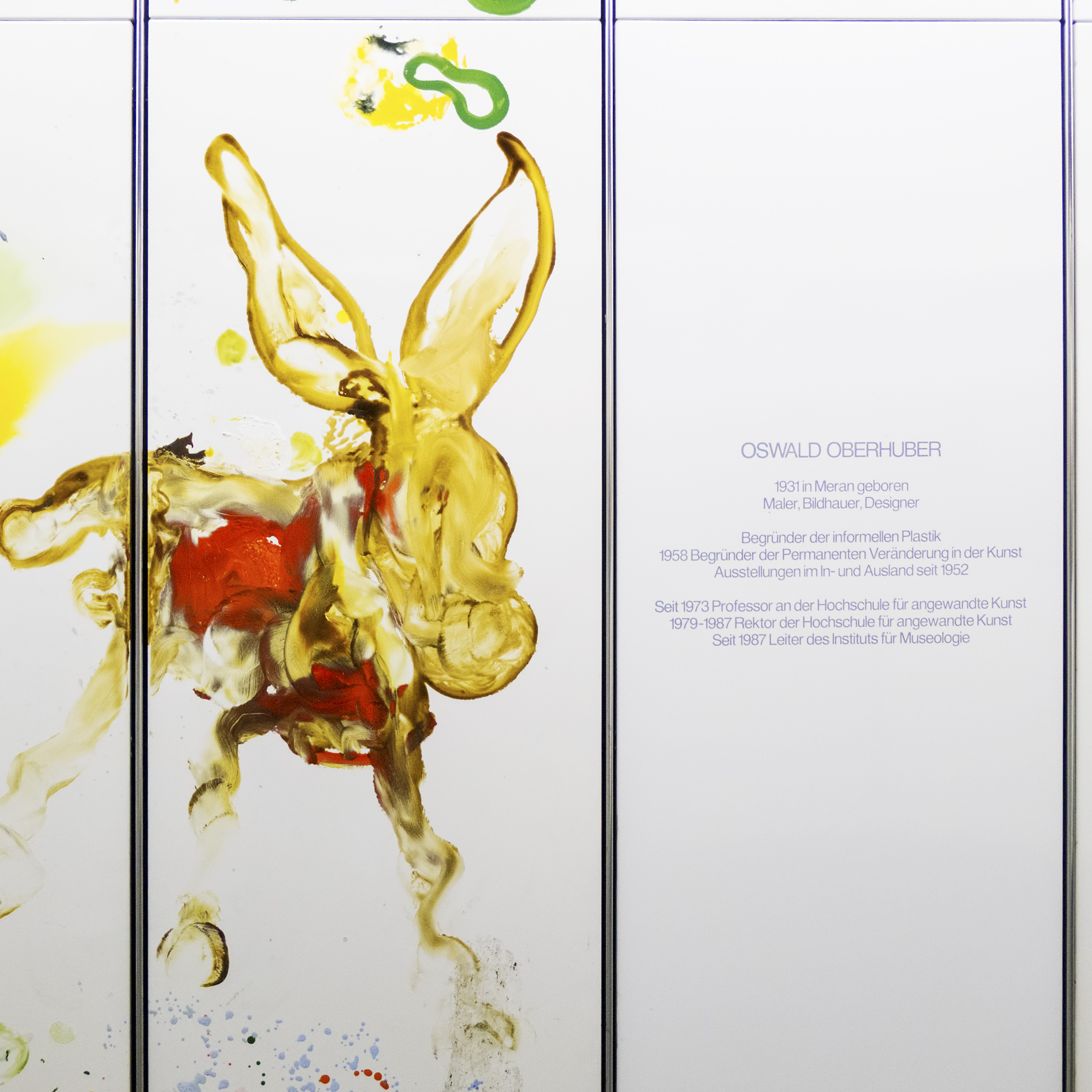
Detail
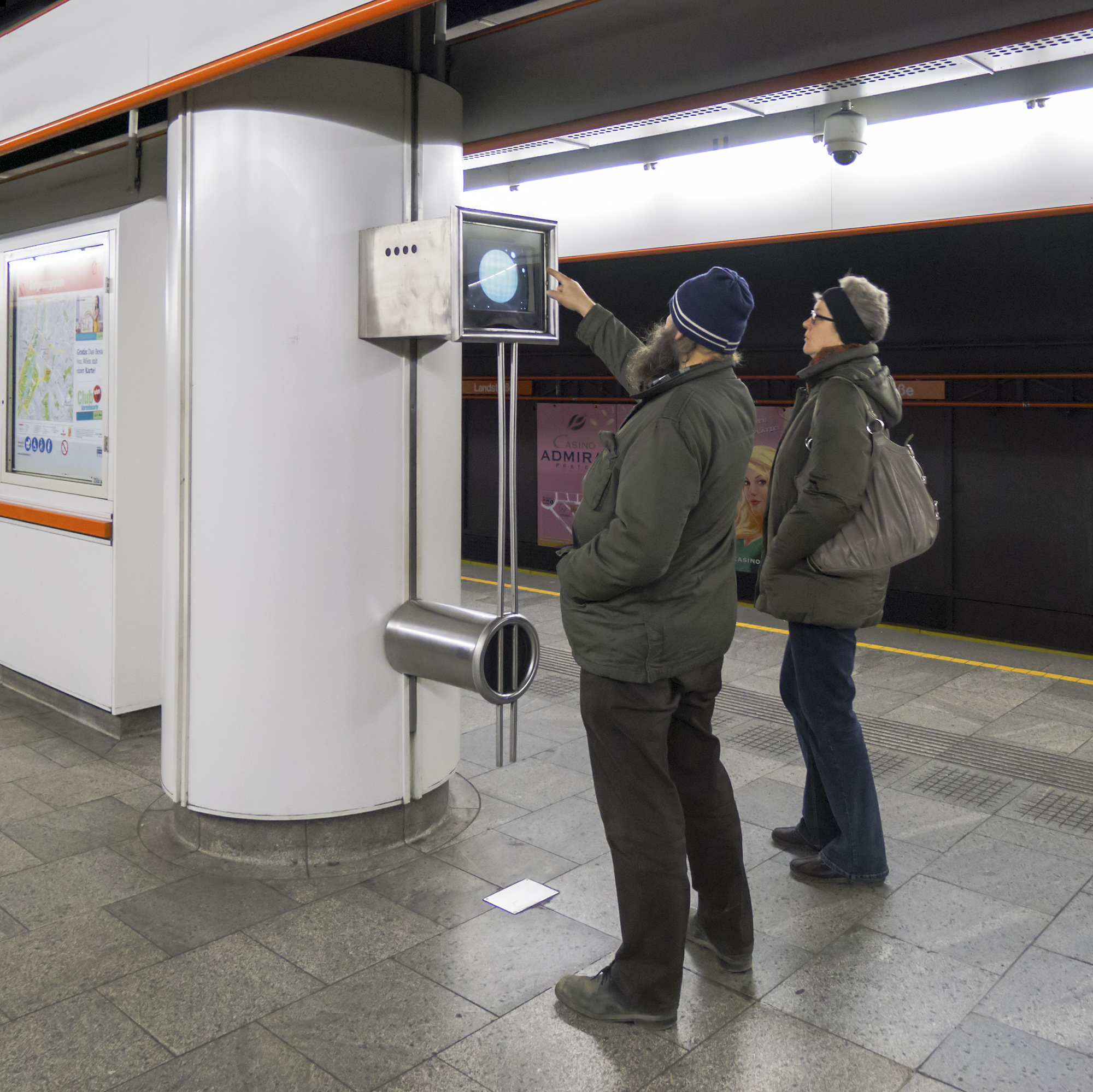
Installation Planet der Pendler mit den 3 Zeitmonden

## Verschiedenes
Wien Mitte ist der Titel der dritten Episode der österreichischen Fernsehserie „Kottan ermittelt“. In dieser Folge werden auf einem der Bahnsteige der Schnellbahnstation zwei Personen ermordet.